# Islas Caimán
Las Islas Caimán (en inglés Cayman Islands) son un territorio británico de ultramar dependiente del Reino Unido y ubicado en las Antillas al noroeste de Jamaica, entre la isla de Cuba y la costa de México, en aguas del mar Caribe. Es uno de los diecisiete territorios no autónomos bajo supervisión del Comité de Descolonización de las Naciones Unidas, con el fin de eliminar el colonialismo. Forma parte del Caribe anglófono.
Fueron colonizadas por exploradores españoles y británicos entre los siglos XVIII y XIX y comenzaron a ser administradas por el gobierno colonial de Jamaica a partir de 1863. Cuando Jamaica consiguió su independencia en 1962, las Islas Caimán pasaron a ser administradas como territorio británico de ultramar.

## Historia

### Exploración española
Es probable que las Islas Caimán fueran visitadas por primera vez por amerindios, los pueblos indígenas del Caribe. Las Islas Caimán tomaron su nombre de la palabra de la población indígena Arawak-Taíno "caimán" que indicaba el cocodrilo marino. Cristóbal Colón navegante al servicio de la corona española avistó las islas Caimán el 10 de mayo de 1503 y las llamó Islas de las Tortugas  por las numerosas tortugas marinas que se veían nadando en las aguas circundantes. Colón había encontrado las dos islas hermanas más pequeñas (Caimán Brac y Pequeño Caimán) y fue a estas dos islas a las que llamó "Las Tortugas".
En 1523, el mapa de las islas de Turín las denominó por primera vez «Los Lagartos», hábitat de los caimanes o grandes lagartos. En 1530, ya eran conocidas por los ingleses como Caymanes, por la palabra caribe caimán para designar al cocodrilo marino, ya fuera norteamericano o cubano, Crocodylus acutus o C. rhombifer, que también habitaba en la zona. Hallazgos subfósiles recientes sugieren que C. rhombifer, una especie de agua dulce, predominó hasta el siglo XX.
Los estudios arqueológicos de Gran Caimán no han encontrado pruebas de que los humanos ocuparan las islas antes del siglo XVI.

### Incursiones inglesas
El primer visitante inglés del que se tiene constancia fue el pirata Sir Francis Drake en 1586, quien informó de que las caymanas eran comestibles, pero fueron las tortugas las que atrajeron a los barcos en busca de carne fresca para sus tripulaciones. La sobrepesca casi extinguió las tortugas de las aguas locales. Las tortugas eran la fuente principal de la economía de las islas. En 1787, el capitán Hull, del HMS Camilla, calculó que en los puertos marítimos de Jamaica se capturaban y vendían entre 1200 y 1400 tortugas al año. Según el historiador Edward Long, la principal ocupación de los habitantes de Gran Caimán era la pesca de tortugas. Una vez que los tortugueros caimaneses redujeron en gran medida la población de tortugas alrededor de las islas, se desplazaron a las aguas de otras islas para mantener su medio de vida.
El folclore caimanés explica que los primeros habitantes de la isla fueron Ebanks y su compañero Bawden (o Bodden), que llegaron a Caimán en 1658 tras servir en el ejército de Oliver Cromwell en Jamaica. El primer habitante permanente de las Islas Caimán del que se tiene constancia, Isaac Bodden, nació en Gran Caimán hacia 1700. Era nieto del primer colono llamado Bodden.
La mayoría de los primeros colonos, si no todos, eran personas que procedían de fuera de las Islas Caimán y estaban al margen de la sociedad. Por ello, las Islas Caimán han recibido a menudo el calificativo de frontera colonial total. La sociedad de las Islas Caimán era una sociedad sin ley durante los primeros años de asentamiento. Las Islas Caimán siguieron siendo una sociedad fronteriza hasta bien entrado el siglo XX. El año 1734 marcó el duro comienzo del periodo de asentamiento permanente en Gran Caimán. Caimán Brac y Pequeño Caimán no se asentaron de forma permanente hasta 1833. En las islas se asentó gente muy diversa: piratas, refugiados de la Inquisición española, náufragos y esclavos. La mayoría de los caimaneses son de ascendencia africana, galesa, escocesa o inglesa, con una considerable mezcla interracial.
Durante los primeros años, los asentamientos del norte y el oeste de Gran Caimán sufrieron incursiones del Ejército español procedentes de Cuba. El 14 de abril de 1669, el español Manuel Ribeiro Pardal llevó a cabo una exitosa incursión en el pueblo de Pequeño Caimán. Durante la incursión, las fuerzas incendiaron veinte viviendas.
Los habitantes de las islas solían participar en lo que se conoce como naufragio. Los habitantes de las islas atraían a los barcos creando objetos que despertaban el interés de los marineros. A menudo, estos objetos no se parecían a otras embarcaciones. Hacían mulas o burros con linternas atadas al cuerpo para pasear por las playas o encendían una gran hoguera para atraer a los marineros. Como conocían muy poco la zona, los marineros se quedaban a menudo atrapados en los arrecifes cuando intentaban alcanzar una distancia que les permitiera comunicarse con los habitantes de la isla. Una vez que los barcos quedaban encallados en los arrecifes, los isleños tomaban canoas para saquear y salvar los barcos bajo el falso pretexto de prestar ayuda.

### Cesión a Inglaterra
Inglaterra tomó el control formal de Caimán, junto con Jamaica, en virtud del Tratado de Madrid de 1670, después de que los primeros colonos llegaran desde Jamaica en 1661-71 a Pequeño Caimán y Caimán Brac. Estos primeros asentamientos fueron abandonados tras los ataques de corsarios españoles, pero los corsarios ingleses utilizaron a menudo las islas Caimán como base y en el siglo XVIII se convirtieron en un refugio cada vez más popular para los piratas, incluso tras el fin del corsarismo legítimo en 1713. Tras varios intentos infructuosos, la colonización permanente de las islas comenzó en la década de 1730. En la madrugada del 8 de febrero de 1794, diez barcos que formaban parte de un convoy escoltado por el HMS Convert naufragaron en el arrecife de Gun Bay, en el extremo oriental de Gran Caimán.
A pesar de la oscuridad y del fuerte oleaje del arrecife, los colonos locales desafiaron las condiciones para intentar rescatar a los pasajeros y a la tripulación de la incipiente flota. Hay informes contradictorios, pero se cree que esa noche murieron entre seis y ocho personas, entre ellas el capitán del Britannia. Sin embargo, la inmensa mayoría, más de 450 personas, fueron rescatadas con éxito.

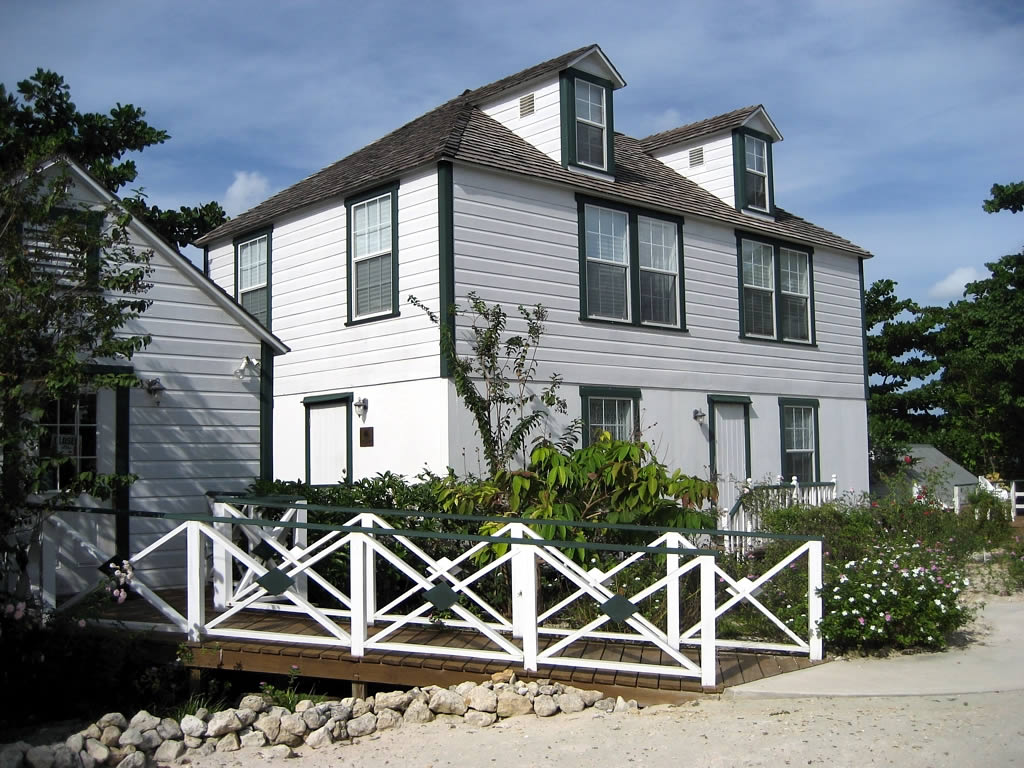
Mission House se construyó en el y es uno de los edificios más antiguos de las Islas Caimán.

El incidente se recuerda ahora como el Naufragio de las Diez Velas (Wreck of the Ten Sail). Cuenta la leyenda que entre la flota había un miembro de la familia real británica a bordo. La mayoría cree que se trataba de un sobrino del rey Jorge III. Para recompensar la valentía de los habitantes locales de la isla, el rey Jorge III supuestamente promulgó un decreto por el que los caimaneses nunca debían ser reclutados para el servicio de guerra, y nunca estarían sujetos a impuestos. Sin embargo, no se ha encontrado documentación oficial de este decreto. 
Todas las pruebas de que éste sea el origen de su exención de impuestos son puramente anecdóticas. En cualquier caso, el estatus de las Islas Caimán como territorio británico de ultramar libre de impuestos se mantiene hasta nuestros días.
A partir de 1670, las Islas Caimán fueron dependencias efectivas de Jamaica, aunque existía un considerable autogobierno.

### Dependencia de Jamaica
Las Islas Caimán fueron declaradas y administradas oficialmente como una dependencia de Jamaica a partir de 1863, pero eran más bien como una parroquia de Jamaica con los jueces de paz nombrados y los sacristanes elegidos en su Asamblea Legislativa. Desde 1750 hasta 1898, el Magistrado Principal era el funcionario administrativo de la dependencia, nombrado por el gobernador de Jamaica. En 1898, el Gobernador de Jamaica empezó a nombrar a un Comisario para las Islas. El primer comisario fue Frederick Sanguinetti. 
En 1959, con la formación de la Federación de las Indias Occidentales, el estatus de dependencia con respecto a Jamaica cesó oficialmente, aunque el gobernador de Jamaica siguió siendo el gobernador de las Islas Caimán y tenía poderes de reserva sobre las islas. A partir de 1959, el principal funcionario que supervisaba los asuntos cotidianos de las islas (en lugar del Gobernador) era el Administrador. Tras la independencia de Jamaica en 1962, las Islas Caimán rompieron sus vínculos administrativos con Jamaica y optaron por convertirse en una dependencia directa de la Corona británica, siendo el principal funcionario de las islas el Administrador.
En 1953 se inauguró el primer aeródromo de las Islas Caimán, así como el hospital público de George Town. Barclays inauguró la era del comercio formalizado con la apertura del primer banco comercial.

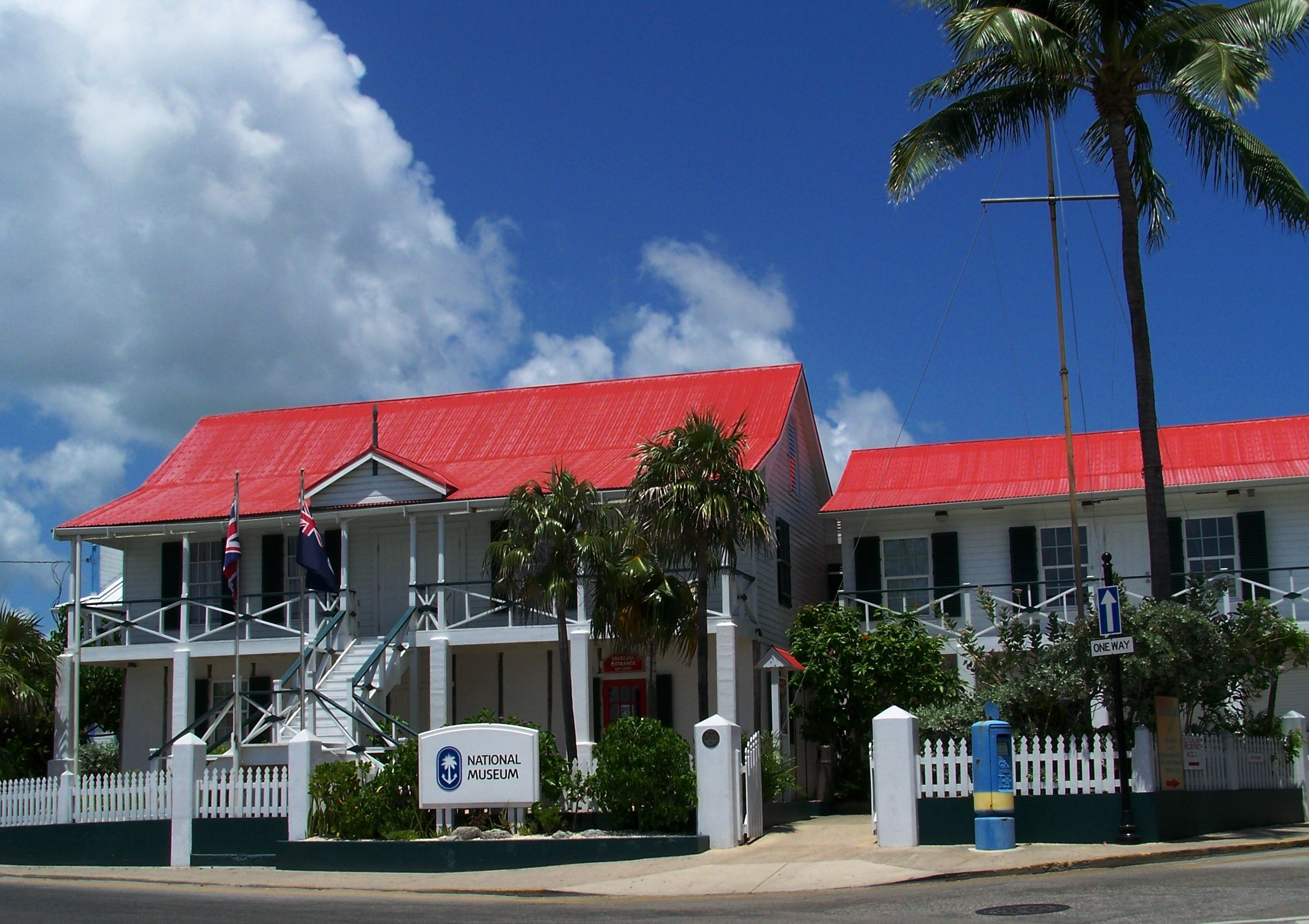
Museo nacional de las Islas Caimán establecido en 1990

### Dependencia del Reino Unido
Tras dos años de campaña de las mujeres para cambiar sus circunstancias, en 1959 las Islas Caimán recibieron su primera constitución escrita que, por primera vez, permitía el voto femenino. El Archipiélago dejó de depender de Jamaica.
En 1966 se aprobaron leyes para permitir y fomentar el sector bancario en Caimán.
En 1971 se modificó de nuevo la estructura gubernamental de las islas, que pasaron a estar dirigidas por un gobernador. Athel Long CMG, CBE fue el último administrador y el primer gobernador de las Islas Caimán.

## Política y Gobierno
Políticamente se dividen en 6 distritos: Bodden Town, East End, George Town, North Side, West Bay y Sister Islands, los cuales son administrados desde la ciudad de George Town. Desde el 23 de noviembre de 2005 el gobernador es Stuart Jack, quien es el encargado de presidir el parlamento unicameral de la isla compuesto por 18 miembros, de los cuales 15 son elegidos y 3 son designados por un Consejo Ejecutivo. Los partidos políticos existentes en la isla son la Alianza Democrática Popular, el Partido Independiente, el Movimiento Progresista Popular y el Partido Demócrata Unido.

### Gobierno
Las Islas Caimán son un territorio británico de ultramar, designadas por el Comité de Descolonización de la ONU como uno de los últimos territorios no autónomos. Los quince representantes que componen la Asamblea Legislativa son elegidos por el Pueblo cada cuatro años, ellos se ocupan de administrar los asuntos internos. De los miembros electos de la Asamblea Legislativa (MLA), cinco son elegidos para servir como ministros en un gabinete encabezado por el gobernador. El jefe de Gobierno es el primer ministro.
El gobernador es nombrado por el Gobierno británico para representar al monarca. El gobernador puede ejercer la autoridad ejecutiva plena si así lo desea a través de los poderes que le están reservados por la Constitución. Se debe dar la sanción real a toda la legislación, que les permite el poder de anular cualquier ley que el legislador considere conveniente para el país. En tiempos modernos, el gobernador permite que el país sea dirigido por el Consejo de Ministros y el Servicio civil para ser ejecutados por el vicegobernador, que es el gobernador interino cuando el gobernador no puede desempeñar sus funciones habituales. El actual gobernador de las Islas Caimán es Anwar Choudhury.

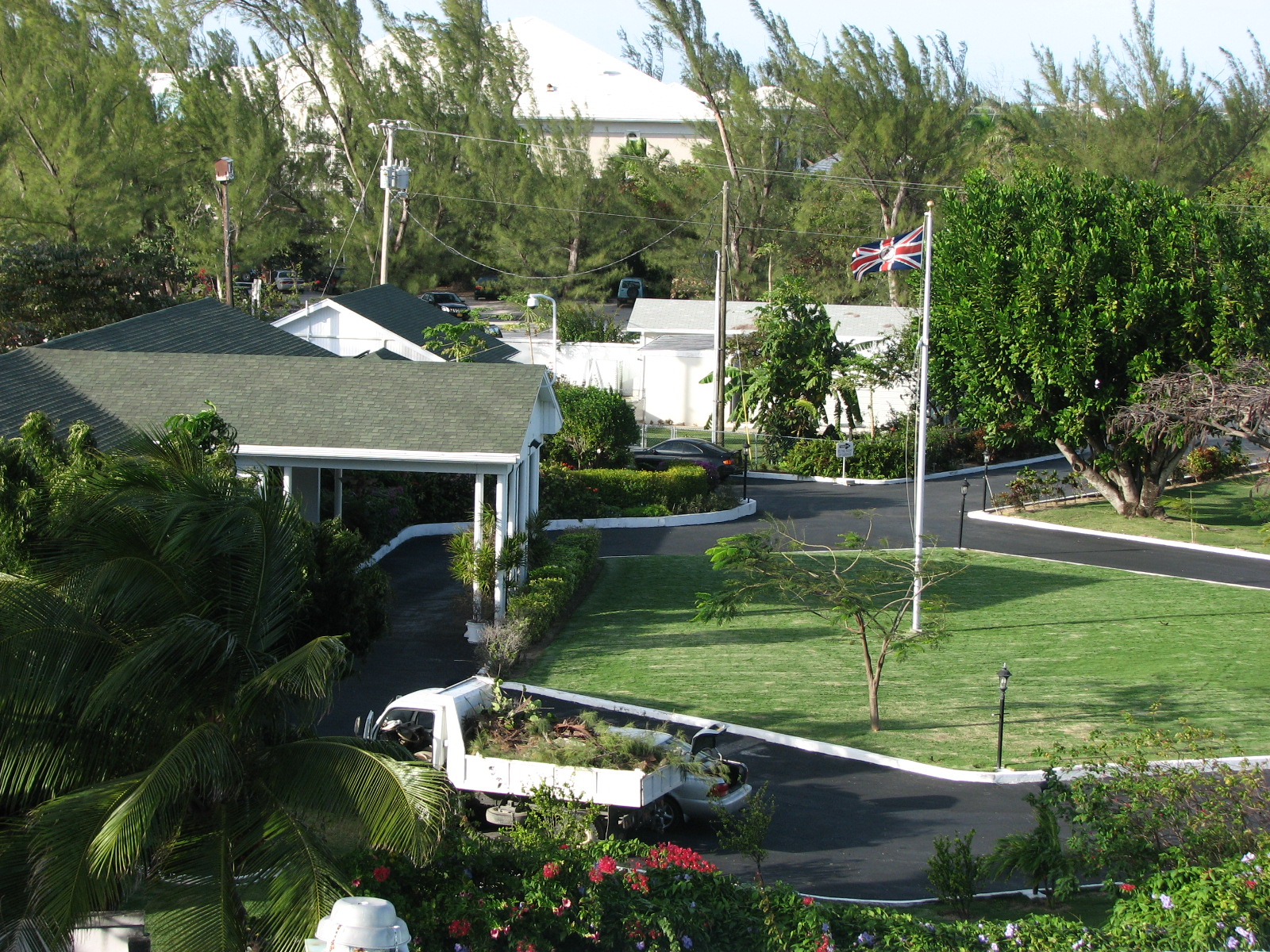
Residencia del Gobernador británico de las Islas Caimán

El Gabinete está compuesto por dos miembros oficiales y cinco miembros elegidos, llamados ministros, uno de los cuales es designado primer ministro.
Los miembros oficiales son el vicegobernador y el fiscal general. Son nombrados (nominalmente) por el gobernador, de conformidad con las instrucciones de Su Majestad (en la práctica con la aprobación del gobierno británico) y, aunque tienen escaños en la Asamblea Legislativa en virtud de la Constitución de 2009, no votan.
Los cinco ministros se eligen de entre los quince miembros electos de la Asamblea Legislativa. Uno de los ministros, el líder del partido político de mayoría, es nombrado primer ministro por el gobernador. Previa consulta con el primer ministro, el gobernador asigna una cartera de responsabilidades a cada miembro del Gabinete. En virtud del principio de responsabilidad colectiva, todos los ministros están obligados a apoyar en la Asamblea las medidas aprobadas por el Gabinete.
Casi 80 departamentos, secciones y unidades de llevar a cabo los asuntos de gobierno, unidos por una serie de organismos oficiales y autoridades creadas para fines específicos, tales como la Autoridad Portuaria, la Autoridad de Aviación Civil, la Junta de Inmigración, la Dirección de Recursos Hídricos, la Universidad Colegio Junta de Gobernadores, la Junta Nacional de Pensiones, y la Comisión de Seguros de Salud.
La defensa de las Islas Caimán es responsabilidad del Reino Unido. El Real Servicio Policial de las Islas Caimán presta servicios de policía en el país. El Cuerpo de Cadetes de las Islas Caimán se creó en marzo de 2001.
Desde 2000, ha habido ministros de los dos principales partidos políticos: Partido Democrático Unido (UDP) y Movimiento Popular Progresista (PPM). Si bien ha habido un cambio en los partidos políticos, muchos contendientes para un cargo público todavía funcionan como independientes.

### Defensa
La defensa de las Islas Caimán es responsabilidad del Reino Unido, contando con su propio cuerpo de policía, el Real Servicio de Policías de las Islas Caimán. No obstante, las patrulleras aduaneras que se pueden localizar en sus costas son dependientes del RCIP y Gran Caimán es una de las bases de actuación de la Guardia Costera de Estados Unidos.
En 2018, el Gobierno de coalición liderado por el PPM se comprometió a formar una guardia costera para proteger los intereses de las Islas Caimán, especialmente en términos de inmigración ilegal y tráfico ilegal de drogas, así como de búsqueda y rescate. A mediados de 2018, se nombró al Comandante y al Segundo al Mando de la Guardia Costera de las Islas Caimán. El comandante Robert Scotland fue nombrado primer oficial al mando y el capitán de corbeta Leo Anglin fue nombrado segundo al mando.

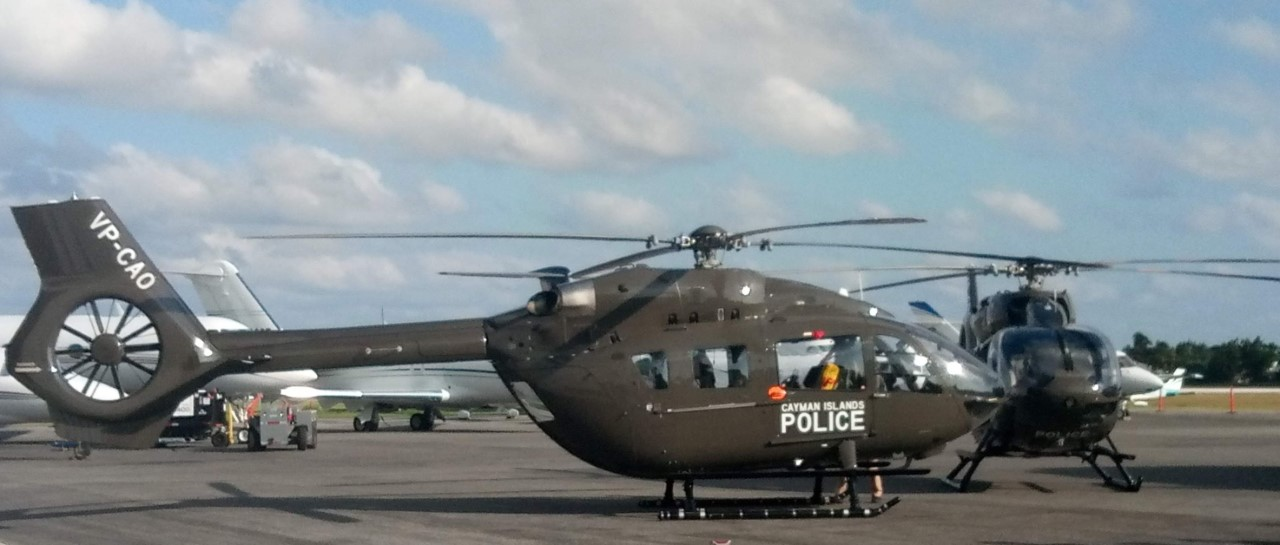
Eurocopter EC-145 en las Islas Caimán

A mediados de 2019, el comandante y el segundo al mando participaron en operaciones internacionales conjuntas con la Guardia Costera de los Estados Unidos y la Guardia Costera de la Fuerza de Defensa de Jamaica, denominadas Operación Riptide. Esto lo convierte en el primer despliegue para la Guardia Costera de las Islas Caimán y el primero en diez años que cualquier representante de las Islas Caimán ha estado en un buque militar extranjero para una operación antinarcóticos.
A finales de noviembre de 2019, se anunció que la Guardia Costera de las Islas Caimán entraría en funcionamiento en enero de 2020, con un total inicial de 21 guardacostas, la mitad de los cuales procederían de la unidad marina conjunta, con más reclutamientos en el nuevo año. Una de las muchas tareas de la Guardia Costera será impulsar el cumplimiento de todas las leyes que se aplican a la designada Zona de Interacción con la Fauna.
El 5 de octubre de 2021, el Parlamento de las Islas Caimán aprobó la Ley de la Guardia Costera de las Islas Caimán, estableciendo así la Guardia Costera de las Islas Caimán como un departamento uniformado y disciplinado del Gobierno.
El 12 de octubre de 2019, el Gobierno anunció la formación del Regimiento de las Islas Caimán, una nueva unidad de las Fuerzas Armadas británicas. El Regimiento de las Islas Caimán, entró en pleno funcionamiento en 2020, con una dotación inicial de entre 35 y 50 efectivos, en su mayoría reservistas. Entre 2020 y 2021 el Regimiento creció a más de un centenar de personal y en los próximos años se espera que crezca a más de varios cientos de personal.
A mediados de diciembre de 2019 comenzó el reclutamiento de oficiales comandantes y oficiales subalternos, estando previsto que los oficiales comandantes comenzaran a trabajar en enero de 2020 y los oficiales subalternos en febrero de 2020.
En enero de 2020, se eligieron los primeros oficiales para el Regimiento de las Islas Caimán.

Desde la formación del Regimiento, ha sido desplegado en algunos viajes operativos proporcionando HADR o Ayuda Humanitaria y Socorro en Casos de Desastre, así como ayudando en la Pandemia COVid19.

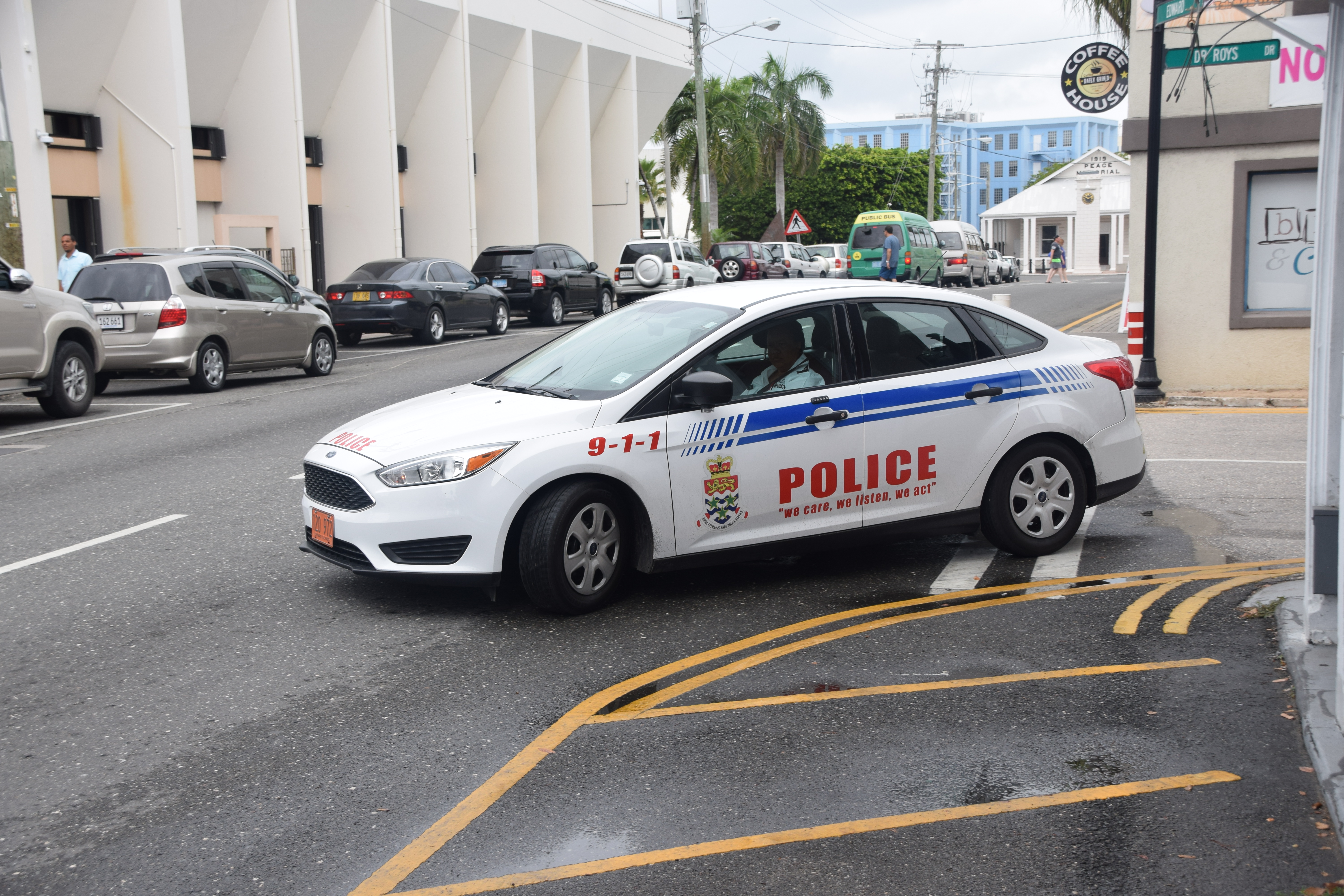
Real Servicio de Policía de las Islas Caimán

### Policía
El Real Servicio de Policía de las Islas Caimán (Royal Cayman Islands Police Service o RCIPS por sus siglas en inglés) es el cuerpo de policía permanente del Territorio británico de ultramar de las Islas Caimán. El cuerpo de policía se creó en 1907 y para 2009 alcanzó 343 agentes alistados, encargados de hacer frente a la delincuencia en las Islas Caimán.
El Real Servicio de Policía de las Islas Caimán presta servicio en las tres Islas Caimán: Gran Caimán, Caimán Brac y Pequeño Caimán. Demográficamente, el censo de 2021 informó que la población de las Islas Caimán era de 69 656 habitantes, lo que representa una mezcla de más de 100 nacionalidades. La gran mayoría de la gente reside en Gran Caimán, siendo Caimán Brac la segunda más poblada con cerca de 2000 residentes, seguida de Pequeño Caimán con alrededor de 200 residentes permanentes.
En este contexto, el RCIPS atiende más de 22 000 llamadas de asistencia al año, además de patrullar las calles de forma proactiva las 24 horas del día, siete días a la semana. Tiene un historial de reclutamiento activo de agentes de policía de otras naciones con al menos cinco años de experiencia.
A efectos de investigación criminal, policía de barrio y prevención de la delincuencia, el RCIPS está dividido en cuatro Distritos:
- West Bay, con una comisaría en West Bay.
- George Town, con una comisaría en George Town (en la avenida Elgin).
- Distrito Este, con tres comisarías en East End, Bodden Town y North Side.
- Caimán Brac y Pequeño Caimán, con dos comisarías, una en cada isla.

Además de la comisaría de la avenida Elgin en George Town, existen otras bases policiales operativas en la ciudad, como la sede de la policía nacional en Shedden Road, la unidad de policía de tráfico en la avenida Lindhurst y oficinas administrativas en Walkers Road.

### Sufragio Universal
El sufragio femenino en las Islas Caimán se concedió en 1959. Las mujeres crearon dos peticiones separadas para el sufragio femenino y las enviaron al gobierno en 1948 y en 1957 para solicitar el derecho al voto. El derecho al voto en las Islas Caimán se promulgó como Ley 2 de 1959.
La lucha por el sufragio femenino en las Islas Caimán comenzó en George Town, cuando 24 mujeres enviaron una carta al Comisionado el 19 de agosto de 1948, informándole de que tenían intención de votar. No había ninguna ley que impidiera votar a las mujeres, pero seguían sin votar en las elecciones. [La redacción de las leyes existentes utilizaba la palabra "pueblo", en la que se basaron las mujeres que redactaron la petición de 1948, señalando que esto no excluía a las mujeres. A este primer grupo de mujeres no se les permitió votar, "diciéndoles que no tenían derecho constitucional al voto". También existía la costumbre de que la palabra pueblo sólo se aplicaba a los hombres.
En 1954, la cuestión de la participación de las mujeres en las elecciones fue planteada al Secretario Colonial por el Fiscal General en funciones, I.H. Cruchley, quien argumentó que "las palabras que implican el género masculino deben incluir a las mujeres".
El 29 de mayo de 1957 se envió otra petición por el derecho al voto, que contaba con 358 firmas. Esta petición se entregó a la Asamblea Legislativa de Jueces y Parroquianos. El Secretario Colonial solicitó que se formara una ley sobre el derecho al voto de las mujeres. La Asamblea Legislativa también estuvo de acuerdo en que se permitiera votar a las mujeres, y así lo decidió en octubre de 1958. El 8 de diciembre de 1958 se aprobó una ley que eliminaba cualquier inhabilitación para que las mujeres votaran. Este proyecto se convirtió en la Ley 2 de 1959.

## Geografía

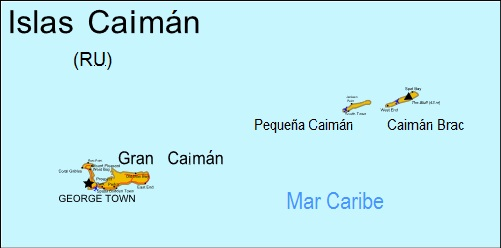
Mapa de las Caimán

Las Islas Caimán se localizan en la parte occidental del mar Caribe, a unos 240 km al sur de Cuba y a unos 290 km al noroeste de Jamaica. El archipiélago se compone principalmente de tres islas: Gran Caimán, Caimán Brac, y Pequeña Caimán, siendo la primera la más extensa con un área de 197 km². Las dos otras islas, Caimán Brac y Pequeño Caimán, están situadas a 145 km al este de Gran Caimán, tienen una extensión de 36 km² y 26 km² respectivamente.
No se destacan accidentes geográficos en las islas, a excepción del acantilado The Bluff en Cayman Brac, que se eleva a más de 40 m s.n.m., siendo el punto más alto de la isla.

### Clima
Las Islas Caimán tienen un clima tropical húmedo y seco, con una estación húmeda que va de mayo a octubre, y una estación seca que va de noviembre a abril. Las temperaturas varían poco según las estaciones.
Uno de los principales riesgos naturales son los ciclones tropicales que se forman durante la temporada de huracanes del Atlántico, de junio a noviembre.
Los días 11 y 12 de septiembre de 2004, el huracán Iván azotó las Islas Caimán. La tormenta se saldó con dos muertos y causó importantes daños en las infraestructuras de las islas. El impacto económico total de las tormentas se estimó en 3400 millones de dólares.

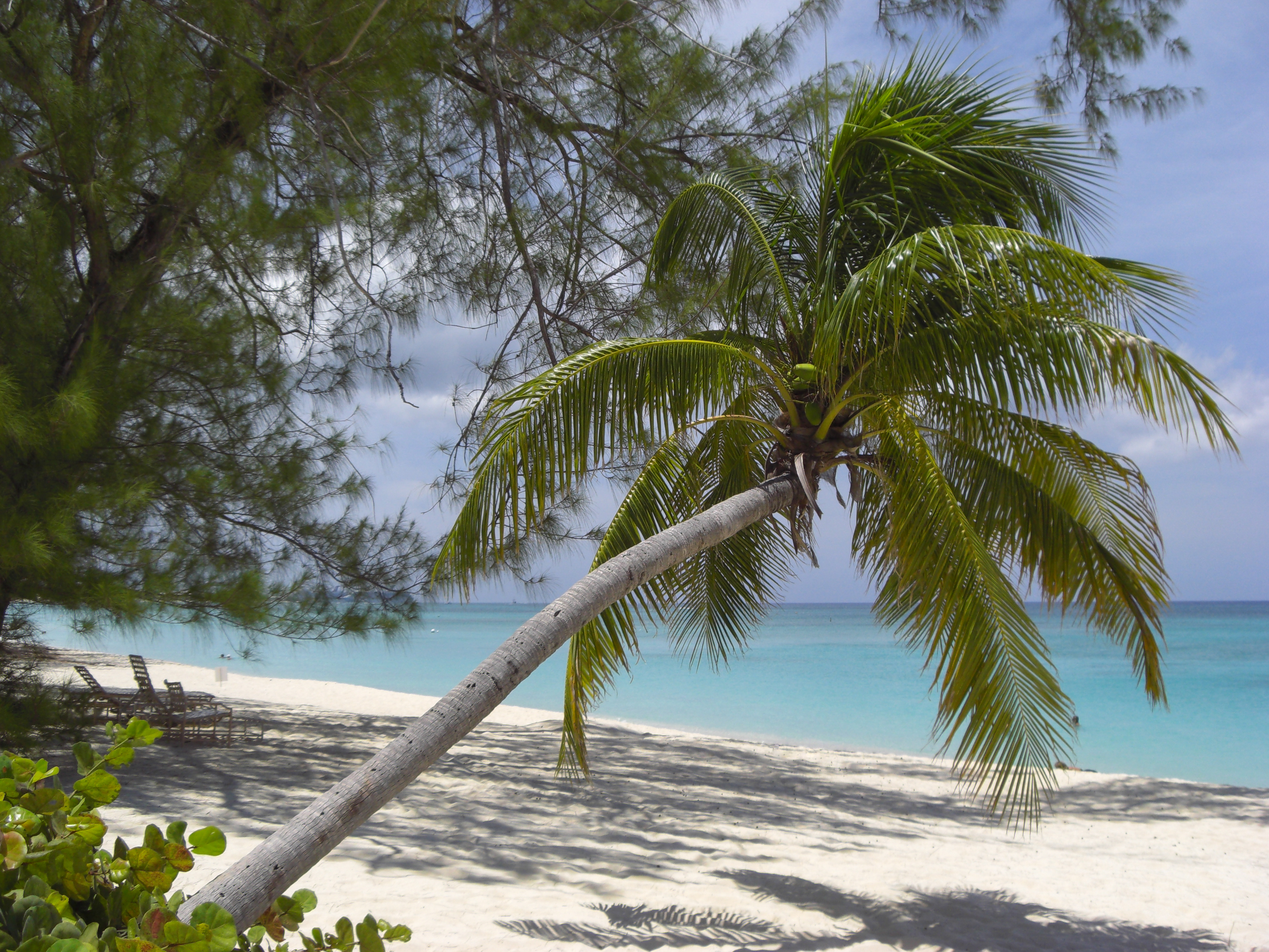
Playa de la Isla Gran Caimán

La temperatura de la superficie del Caribe está controlada en gran medida por la variación de las órbitas de la Tierra alrededor del Sol, que da lugar a variaciones en las temperaturas. El patrón climatológico (media anual) de las Islas Caimán tiene meses más fríos que se dan en el invierno en el hemisferio norte y los más cálidos en verano. Ocasionalmente, desde octubre hasta principios de abril, se producen oleadas de aire frío procedente de Norteamérica continental. Desde octubre hasta principios de abril durante el paso de frentes fríos las temperaturas pueden descender hasta 20 °C. Las temperaturas máximas se alcanzan en julio. La oscilación media anual entre los meses más fríos y los más cálidos es de unos 4 °C.
La estación lluviosa temprana suele ser más corta (mayo-junio) y recibe menos precipitaciones que la estación tardía (agosto-noviembre). Entre mayo y noviembre cae entre el 70% y el 80% del total de precipitaciones anuales, y entre septiembre y noviembre, entre el 40 % y el 50 % (la estación húmeda tardía). La estación húmeda tardía también coincide con el pico de actividad de los huracanes atlánticos. En julio se produce un breve periodo de sequía que separa la estación húmeda temprana de la tardía y que suele denominarse sequía de pleno verano. La estación seca más larga va de diciembre a abril, siendo marzo y abril los meses más secos del año. El número medio de días de lluvia varía mucho anualmente.

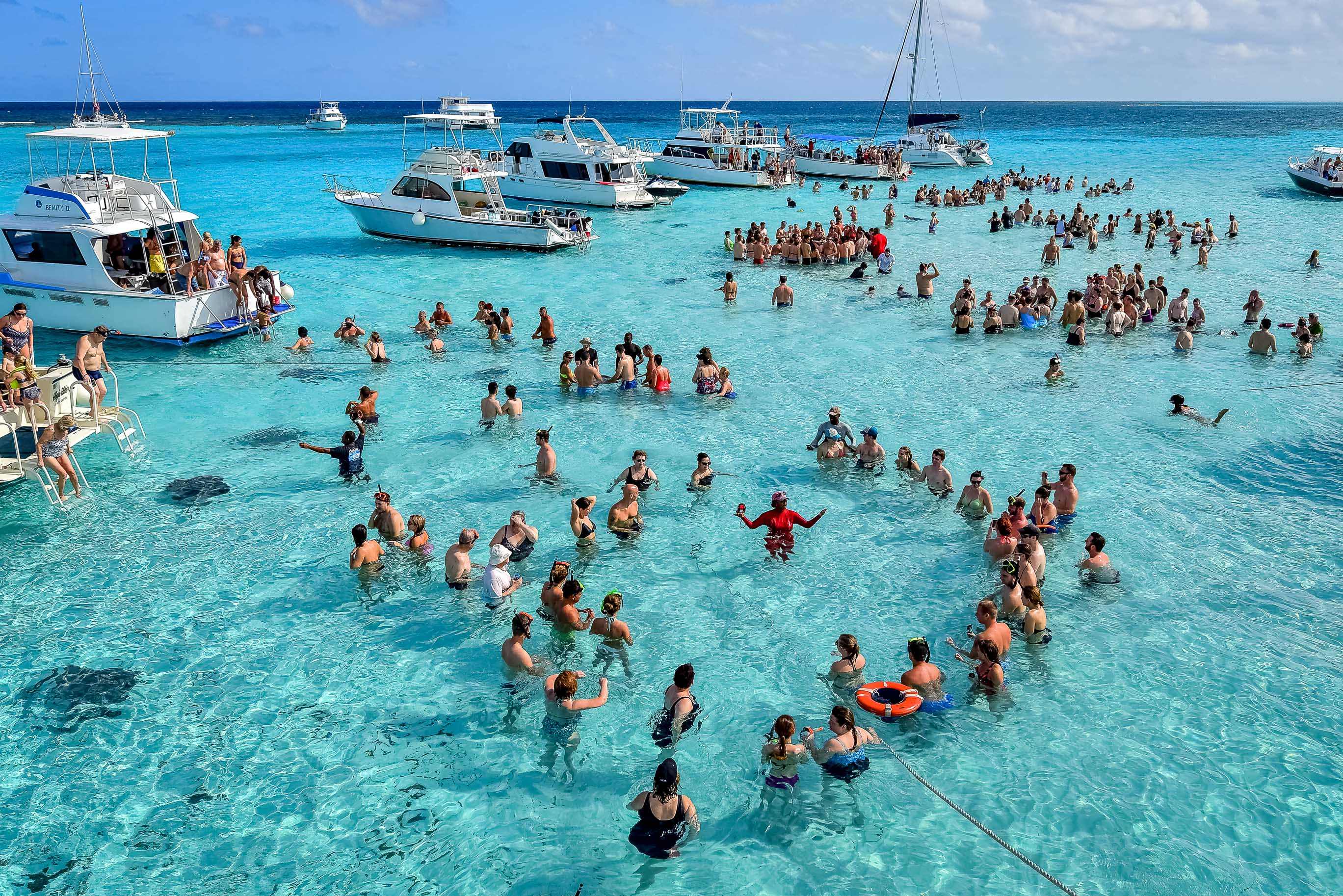
Temporadistas en las aguas cristalinas de las Islas Caimán

La climatología pluviométrica de las Islas Caimán está condicionada en gran medida por los cambios en las características del Atlántico tropical, como la posición del sistema de alta presión del Atlántico Norte (NAH), las temperaturas tropicales de la superficie del mar, el paso de frentes fríos de latitudes medias a principios de año, la fuerza de los vientos alisios y el paso de las ondas tropicales de levante. Las ondas tropicales de levante son características climáticas importantes que se desplazan desde la costa occidental de África y a través del Caribe entre junio y noviembre. Su importancia se debe no sólo a las lluvias que acompañan su paso por la isla, sino también a que las ondas a menudo se convierten en depresiones tropicales, tormentas y huracanes en condiciones favorables.

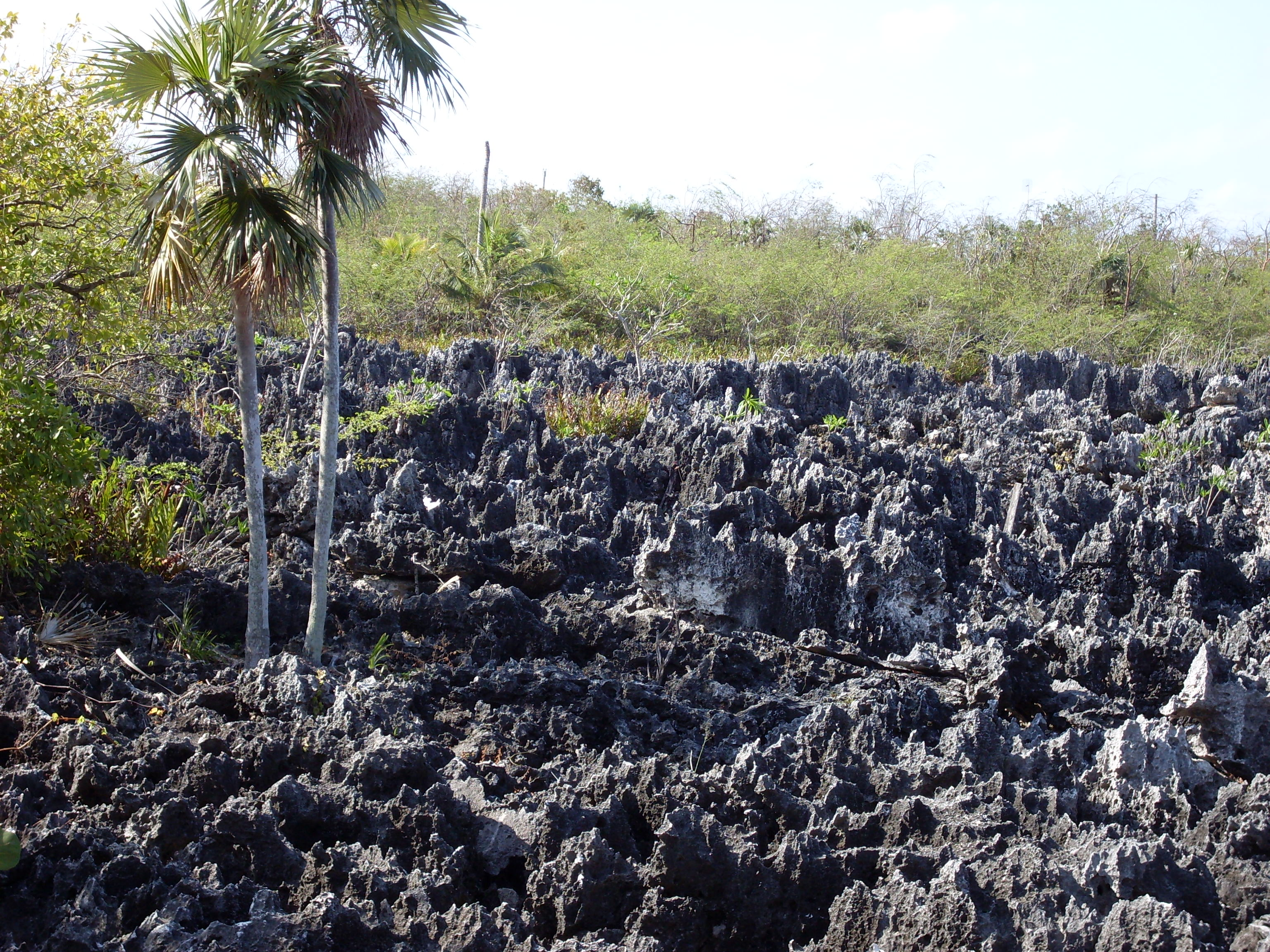
Hell en Gran Caimán, una "atracción" turística de la isla. El lugar tiene el tamaño de medio campo de fútbol y está formado por agujas cortas de piedra caliza de color negruzco

| Parámetros climáticos promedio de George Town - capital de las islas Caimán | Parámetros climáticos promedio de George Town - capital de las islas Caimán | Parámetros climáticos promedio de George Town - capital de las islas Caimán | Parámetros climáticos promedio de George Town - capital de las islas Caimán | Parámetros climáticos promedio de George Town - capital de las islas Caimán | Parámetros climáticos promedio de George Town - capital de las islas Caimán | Parámetros climáticos promedio de George Town - capital de las islas Caimán | Parámetros climáticos promedio de George Town - capital de las islas Caimán | Parámetros climáticos promedio de George Town - capital de las islas Caimán | Parámetros climáticos promedio de George Town - capital de las islas Caimán | Parámetros climáticos promedio de George Town - capital de las islas Caimán | Parámetros climáticos promedio de George Town - capital de las islas Caimán | Parámetros climáticos promedio de George Town - capital de las islas Caimán | Parámetros climáticos promedio de George Town - capital de las islas Caimán |
| Mes                                                                         | Ene.                                                                        | Feb.                                                                        | Mar.                                                                        | Abr.                                                                        | May.                                                                        | Jun.                                                                        | Jul.                                                                        | Ago.                                                                        | Sep.                                                                        | Oct.                                                                        | Nov.                                                                        | Dic.                                                                        | Anual                                                                       |
| --------------------------------------------------------------------------- | --------------------------------------------------------------------------- | --------------------------------------------------------------------------- | --------------------------------------------------------------------------- | --------------------------------------------------------------------------- | --------------------------------------------------------------------------- | --------------------------------------------------------------------------- | --------------------------------------------------------------------------- | --------------------------------------------------------------------------- | --------------------------------------------------------------------------- | --------------------------------------------------------------------------- | --------------------------------------------------------------------------- | --------------------------------------------------------------------------- | --------------------------------------------------------------------------- |
| Temp. máx. media (°C)                                                       | 28                                                                          | 28                                                                          | 29                                                                          | 30                                                                          | 31                                                                          | 31                                                                          | 32                                                                          | 32                                                                          | 31                                                                          | 31                                                                          | 29                                                                          | 29                                                                          | 30.1                                                                        |
| Temp. media (°C)                                                            | 24.5                                                                        | 24.5                                                                        | 25.0                                                                        | 26.0                                                                        | 27.0                                                                        | 28.0                                                                        | 28.5                                                                        | 28.0                                                                        | 27.5                                                                        | 27.5                                                                        | 26.0                                                                        | 25.5                                                                        | 26.5                                                                        |
| Temp. mín. media (°C)                                                       | 21                                                                          | 21                                                                          | 21                                                                          | 22                                                                          | 23                                                                          | 25                                                                          | 25                                                                          | 24                                                                          | 24                                                                          | 24                                                                          | 23                                                                          | 22                                                                          | 22.9                                                                        |
| Precipitación total (mm)                                                    | 50                                                                          | 36                                                                          | 25                                                                          | 53                                                                          | 160                                                                         | 162                                                                         | 155                                                                         | 163                                                                         | 196                                                                         | 226                                                                         | 116                                                                         | 62                                                                          | 1404                                                                        |
| Días de precipitaciones (≥ 1 mm)                                            | 11                                                                          | 8                                                                           | 7                                                                           | 6                                                                           | 11                                                                          | 15                                                                          | 15                                                                          | 15                                                                          | 16                                                                          | 17                                                                          | 13                                                                          | 12                                                                          | 146                                                                         |
| Horas de sol                                                                | 248                                                                         | 232                                                                         | 279                                                                         | 300                                                                         | 279                                                                         | 240                                                                         | 279                                                                         | 248                                                                         | 240                                                                         | 248                                                                         | 210                                                                         | 217                                                                         | 3020                                                                        |
| Fuente: weather2travel.com                                                  |                                                                             |                                                                             |                                                                             |                                                                             |                                                                             |                                                                             |                                                                             |                                                                             |                                                                             |                                                                             |                                                                             |                                                                             |                                                                             |

### Geología
La cordillera de las Caimán es el remanente de un arco volcánico insular, inactivo desde mediados del Eoceno, que se formó hace unos 50 millones de años en relación con procesos de subducción en la fosa de las Caimán, al sur de la cordillera. Su base está formada por rocas metamórficas y plutónicas (principalmente granodiorita) recubiertas por diversas rocas volcánicas. Tras una fase de hundimiento, las islas Caimán, que se asientan sobre témpanos de falla, volvieron a elevarse por procesos tectónicos a partir del Mioceno medio. La superficie actual de las islas está formada por rocas carbonatadas de origen biogénico, principalmente dolomita.
Una característica especial es la "caymanita", una variedad de dolomita poco frecuente que se utiliza en joyería por su atractivo color.
Debido a su ubicación en el límite entre la Placa norteamericana y la Placa Caribeña, que se desplazan una contra otra a una velocidad relativa de unos 20 mm/año, de vez en cuando se producen terremotos en la región.

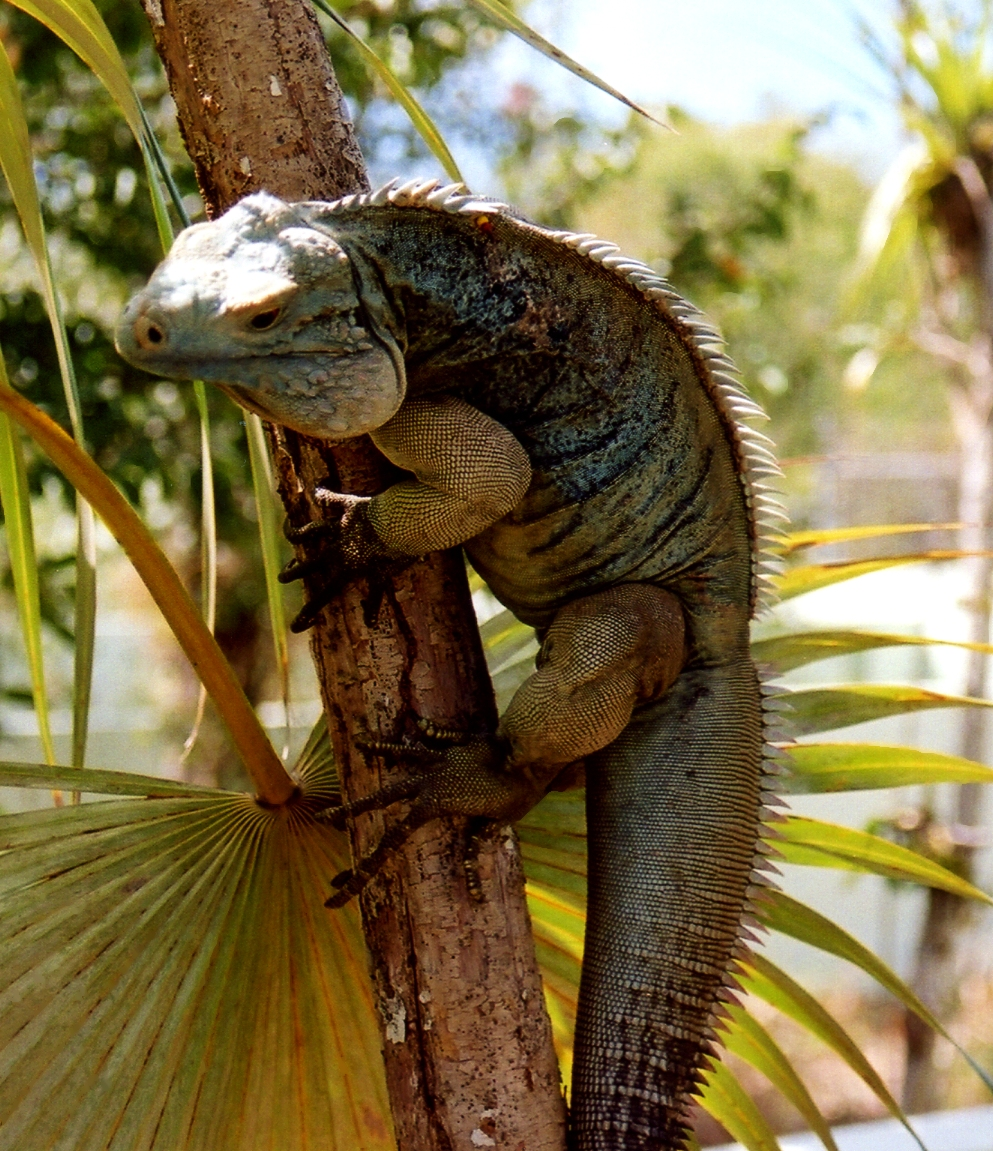
Una iguana azul (Cyclura lewisi) en las Islas Caimán.

### Fauna
Entre las especies de mamíferos de las Islas Caimán se encuentran el agutí centroamericano y ocho especies de murciélagos. Al menos tres especies autóctonas de roedores, hoy extintas, estaban presentes hasta el descubrimiento de las islas por los europeos. La vida marina en torno a la isla del Gran Caimán incluye sábalos, pejerreyes (Atheriniformes), pez ángel francés (Pomacanthus paru) y esponjas barril gigantes. Varios cetáceos se encuentran en aguas mar adentro. Entre estas especies se encuentran el zifio picudo (Ziphius cavirostris), el zifio de Blainville (Mesoplodon densirostris) y el cachalote (Physeter macrocephalus).
La fauna aviar de las Caimán incluye dos subespecies endémicas de loros Amazona: Amazona leucocephala hesterna o amazona cubana, actualmente restringida a la isla de Caimán Brac, pero antiguamente también en Pequeño Caimán, y Amazona leucocephala caymanensis o cotorra de Gran Caimán, que es nativa de las Islas Caimán, zonas boscosas de Cuba y la Isla de la Juventud. En Pequeño Caimán y Caimán Brac también habitan piqueros de patas rojas y pardos. Aunque la lechuza común (Tyto alba) se da en las tres islas, no son comunes. Las Islas Caimán también poseen cinco subespecies endémicas de mariposas, que pueden verse en el parque botánico Reina Isabel II de Gran Caimán.

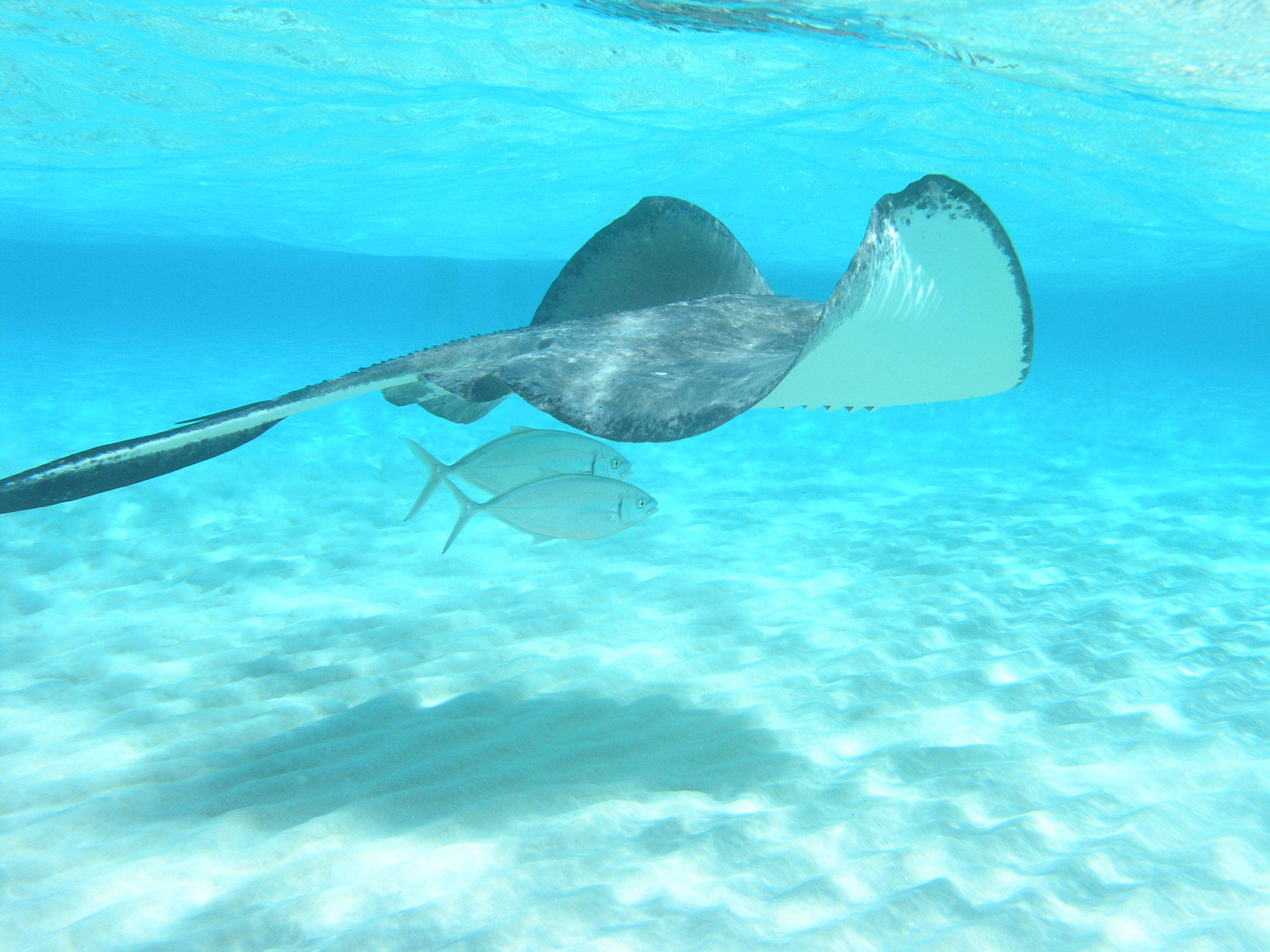
Una mantarraya (Myliobatiformes) en Gran Caimán

Otra fauna notable del parque botánico Reina Isabel II es la iguana azul, también conocida como iguana de Gran Caimán (Cyclura lewisi). La iguana azul es endémica de Gran Caimán, sobre todo por las zonas rocosas, soleadas y abiertas cerca de las costas de la isla, ventajosas para la puesta de huevos. Sin embargo, la destrucción del hábitat y los depredadores mamíferos invasores siguen siendo las principales razones por las que las crías de iguana azul no sobreviven de forma natural.
El cocodrilo cubano (Crocodylus rhombifer) habitó antaño las islas. El nombre "Caimán" deriva de una palabra caribe que designa a varios cocodrilos.
En sus viajes marítimos, Cristóbal Colón, viniendo a través de las Islas Caimán en 1503, las llamó «islas Tortuga», debido a la abundancia de las tortugas marinas verdes encontradas allí. Durante los siglos XVII y XVIII, las Islas Caimán se convirtieron en un punto de parada para barcos en el mar Caribe que necesitan alimentos; las tortugas capturadas en las islas eran llevadas a bordo de la nave y mantenidas vivas como fuente de carne fresca.
Con el tiempo se establecieron asentamientos y ciudades en las islas Tortuga llegando a ser la tortuga su forma de supervivencia e ingresos en las Islas Caimán. Pero en el siglo XIX, la población de tortugas alrededor de las islas fue casi agotada y su comercio de la tortuga marina verde cambió a las costas de Nicaragua en Centroamérica.

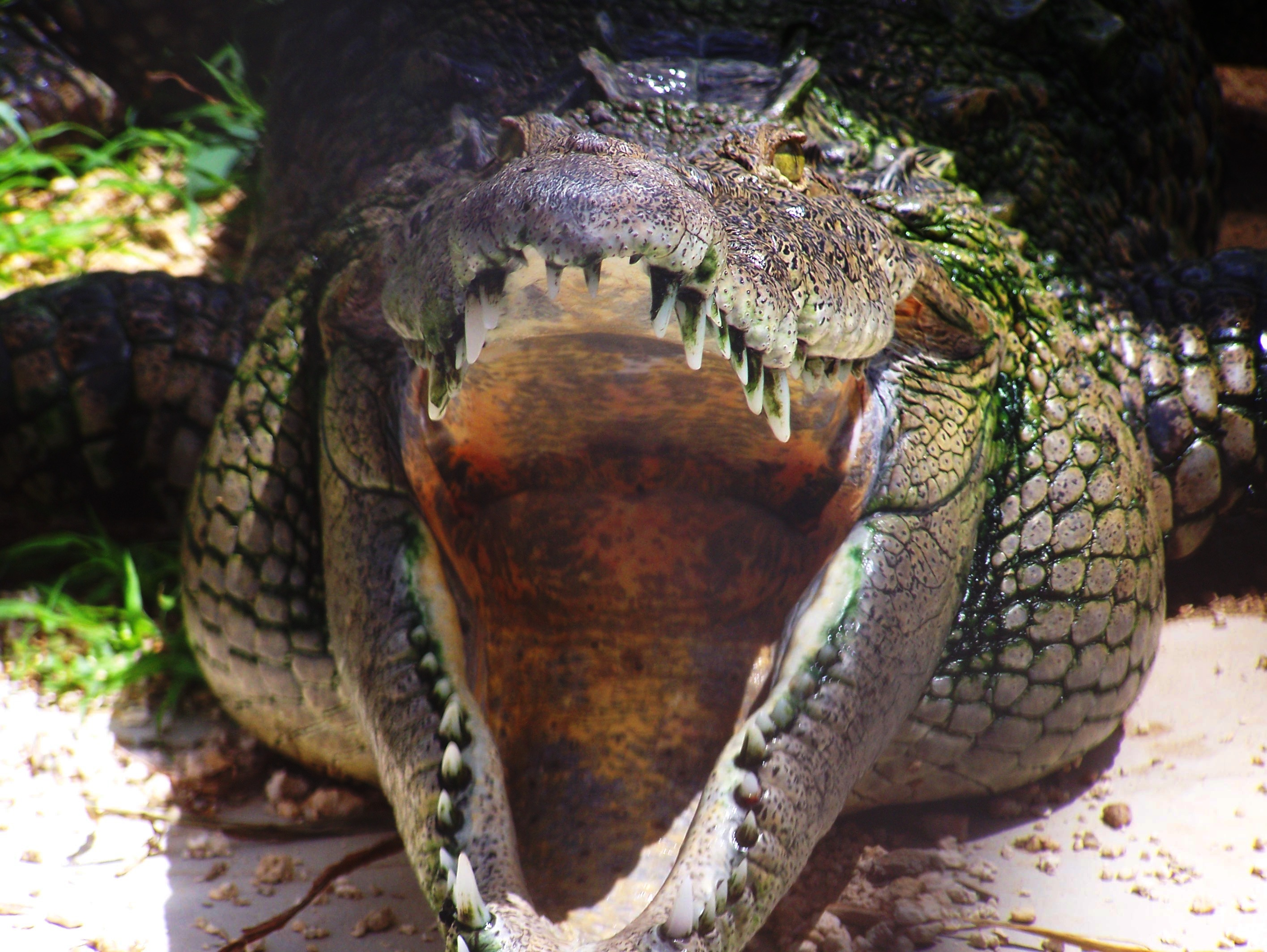
Cocodrilo en las Islas Caimán

### Flora
El hábitat de las Islas Caimán puede clasificarse a grandes rasgos en cuatro tipos de vegetación (humedales, litoral, bosque seco perennifolio, bosque y matorral), así como zonas modificadas por el hombre.
Hay muchas especies y subespecies endémicas de las Islas Caimán, pero algunas de ellas son comunes en el archipiélago y, por tanto, aunque de gran interés científico, no necesitan grandes esfuerzos de conservación. Por el contrario, hay algunas especies caribeñas e incluso pantropicales que las autoridades consideran deben ser protegidas en las Islas Caimán debido a su rareza en otros lugares o por alguna otra razón.
Proctor en 1984 enumeró 601 especies de plantas encontradas en las Islas Caimán y, de ellas, 21 especies y variedades se consideran endémicas. La mayoría de ellas son plantas continentales. La vegetación de crestas de playa y manglares tiende a tener una amplia distribución debido al transporte por corrientes oceánicas.
Tras numerosas adiciones a la lista original publicada, el número total de especies de plantas no cultivadas asciende actualmente a unas 700. También se ha observado la pérdida de especies vegetales. La Salvia caymanensis, registrada por primera vez en 1899, fue vista y recolectada por última vez en 1969.
Aegiphila caymanensis es una especie de menta endémica de Gran Caimán. Es un arbusto trepador con un punto de enraizamiento, que pasa desapercibido cuando no está en flor. Esta especie está probablemente extinta; el último espécimen conocido fue arrasado en agosto de 2015.
Agalinis kingsii es una especie de falsa dedalera endémica de Gran Caimán, en las Islas Caimán. Se da en los márgenes meridionales de los humedales de juncia de la Reserva de Salina y dentro del Humedal Central de Manglares. Esta especie es hemiparásita. Está amenazada por las actividades de canteras cercanas a su hábitat.
Agave caymanensis es una especie de agave endémica de Gran Caimán, Pequeño Caimán y Caimán Brac, en las Islas Caimán. Se puede encontrar en matorrales secos en todas las elevaciones de las islas. A. caymanensis forma gradualmente un tronco corto, que se reviste de hojas muertas. Puede alcanzar una altura de 4 m y una anchura de 3 m con una roseta de hojas macizas y suculentas bordeadas de espinas. Es monocárpica y la floración es bastante sincrónica. Las iguanas de roca jóvenes a veces utilizan el núcleo hueco de las espigas de flores muertas como refugio. Esta especie fue previamente confundida con A. sobolifera hasta que fue descrita por Proctor como una especie separada en 2012.
Esta especie tiene una duración generacional de 20-70 años, y es una especie codominante en los matorrales secos (xerofíticos) de las Islas Caimán.

### Áreas protegidas
La Granja de Tortugas Gran Caimán es un centro turístico y de conservación ubicado en el distrito West Bay de las Islas Caimán y fundada en 1968 por un grupo de inversionistas estadounidenses y británicos como la "Mariculture Limited", siendo la finca inicialmente una instalación utilizada para criar la tortuga verde con fines comerciales. Pero los inversionistas no podían obtener carne de tortuga para el consumo sin agotar la población silvestre de la especie.
Todavía en funcionamiento como una granja que reproduce y aumenta las tortugas con el fin de vender el producto, la granja de tortugas Caimán también se ha convertido en un atractivo turístico, centro de investigación. y un gran proyecto de conservación, así como la atracción más grande en tierra de las Islas Caimán. La granja acoge a más de 500 000 visitantes al año.
Con el éxito del Centro de Tortugas de las Caimán en la cría e investigación de la tortuga verde y la tortuga lora, el centro se convirtió en una de las atracciones turísticas de mayor éxito de las Caimán a principios del siglo XXI.
El centro tenía una superficie de 23 acres y contaba con depredadores, aves, caimanes y otras criaturas, además de tortugas.
Sin embargo, en 2001 se produjo un duro revés para el éxito del centro como atracción e instalación de cría e investigación situada junto al mar, el 4 de noviembre de 2001, cuando las grandes olas generadas por el huracán Michelle inundaron las instalaciones. El huracán se encontraba a 90 millas al suroeste de Gran Caimán y produjo poco viento, pero las olas arrastraron al mar tortugas de todos los tamaños, desde crías hasta adultos de 600 libras. Los residentes de Caimán respondieron para ayudar a rescatar a las tortugas y muchas se salvaron en ese momento. Durante los meses siguientes, las tortugas con etiqueta amarilla del centro fueron vistas por toda la isla tras el paso del huracán Michelle. Se perdió el 75 % de las tortugas reproductoras. Los programas de liberación y suministro de carne del centro se redujeron en un esfuerzo por aumentar la población tras el suceso.
A raíz del desastre, el gobierno de las Islas Caimán concibió una nueva visión para el centro cuando se trasladó el estanque de cría al otro lado de West Bay Road, desde las instalaciones actuales. Las nuevas instalaciones, más modernas, estaban lo bastante alejadas del mar como para que ya no corriera peligro de marejadas como las que se habían vivido durante la temporada de huracanes de 2001.
Además, el nuevo parque se amplió para incluir un parque natural. La nueva instalación turística recibió el nombre de "Boatswain's Beach". Tras la ampliación, el parque entero contaba con 23 acres que incluían un sendero natural y un aviario, así como una laguna de arrecife donde los visitantes podían bucear con snorkel con peces autóctonos y otras especies marinas locales, incluida la tortuga verde. También había una laguna de agua dulce y una cascada, además de un tanque de depredadores donde habitaban los tiburones de arrecife. En 2010, las instalaciones cambiaron su nombre de "Boatswain's Beach" a "Cayman Turtle Centre: Island Wildlife Encounter" y en 2012 añadió un tobogán acuático a su laguna de agua dulce.
El Centro de Tortugas de las Islas Caimán es la única instalación de este tipo en el mundo. También es la única instalación que ha logrado la segunda generación de tortugas marinas criadas en cautividad. Asimismo, fue la primera instalación en criar con éxito la tortuga Kemp's Ridley, en peligro de extinción, en cautividad. Se han presentado o publicado unos 100 artículos científicos basados en trabajos realizados en colaboración con investigadores del Centro de Tortugas Caimán. La tortuga más grande de la instalación es Sparky, una hembra de 70 años que pesa unos 550 kg.
La Reserva Natural de Booby Pond es un humedal protegido de Pequeño Caimán, una de las Islas Caimán, territorio británico de ultramar situado en el mar Caribe.
La reserva se encuentra en la costa sur de Pequeño Caimán, cerca del extremo occidental de la isla. Comprende una laguna hipersalina estacionalmente inundada de 43 ha con una franja de manglares y una franja de bosque seco en su lado norte. El bosque está dominado por Bursera simaruba, Canella winterana, Coccothrinax procterii, Ficus aurea, Guipera discolour, Myrcianthus fragrans y Plumeria obtusa, mientras que los manglares están entremezclados con Thespesia populnea y Cordia sebestena var. caymanensis.
BirdLife International ha clasificado el lugar como Área Importante para las Aves (IBA) de 136 ha porque alberga poblaciones de patos silbadores antillanos (con 20 parejas reproductoras), fragatas magníficas (con hasta 200 parejas reproductoras), piqueros de patas rojas (con hasta 20 000 individuos), palomas de corona blanca, elaenias caribeñas y currucas vitelinas. Gran parte del sitio también está reconocido como humedal de importancia internacional por la Convención de Ramsar.

## Demografía
Las Islas Caimán tienen más negocios registrados que personas. Las últimas estimaciones de población de las Islas Caimán son cerca de 69 000 en 2008, lo que representa una mezcla de más de 100 nacionalidades. De ese número, aproximadamente la mitad son descendientes de las Islas Caimán. Alrededor del 60 % de la población es de raza mixta (en su mayoría de africanos-europeos). Del 40 % restante, aproximadamente la mitad son de ascendencia europea y la mitad son de ascendencia africana. Las islas son casi exclusivamente cristianas, con gran número de presbiterianos y católicos. Las Islas Caimán disfrutan del más alto nivel de vida en el Caribe. La gran mayoría de la población reside en Gran Caimán. Caimán Brac es la segunda más poblada, seguida de Pequeña Caimán.

### Religión
La religión predominante en las Islas Caimán es el cristianismo (81,9 %). En conjunto, los diversos grupos protestantes representan el 67,8 %, mientras que la Iglesia católica representa el 14,1 %. Las denominaciones que se practican incluyen la Iglesia Unida, la Iglesia de Dios, la Iglesia anglicana, la Iglesia bautista, la Iglesia católica, la Iglesia Adventista del Séptimo Día y la Iglesia Pentecostal. Las iglesias católicas son la iglesia de San Ignacio, la de George Town y la de Stella Maris, en Caimán Brac. Muchos ciudadanos son profundamente religiosos, yendo regularmente a la iglesia.[cita requerida] Los puertos están cerrados los domingos y los días festivos cristianos. Hay lugares de culto en George Town para los Testigos de Jehová y los seguidores de la fe Bahá'í. Las Islas Caimán también albergan una creciente comunidad judía.

### Idiomas
El idioma oficial de las Islas Caimán es el inglés. Los acentos de los isleños conservan elementos transmitidos por los colonos ingleses, escoceses y galeses (entre otros) en una variedad lingüística conocida como criollo de las Islas Caimán. Los caimaneses de origen jamaicano hablan en su propia lengua vernácula (véase el criollo jamaicano y el inglés jamaicano). También es bastante común escuchar a algunos residentes conversar en español, ya que muchos ciudadanos se han trasladado de América Latina para trabajar y vivir en Gran Caimán. Las naciones latinoamericanas con mayor representación son Honduras, Cuba, Colombia, Nicaragua y la República Dominicana. Los hispanohablantes constituyen aproximadamente entre el 10 y el 12 % de la población y son predominantemente del dialecto caribeño. El tagalo es hablado por alrededor del 5 % de los habitantes, la mayoría de los cuales son residentes filipinos con permiso de trabajo.

### Educación
El Departamento de Educación opera las escuelas estatales de las Islas Caimán. Los niños de las Islas Caimán tienen derecho a la libre educación primaria y secundaria. Varias iglesias y fundaciones privadas operan varias escuelas privadas que ofrecen estudios basados en modelos estadounidenses y británicos a partir de guardería.
El colegio de la Universidad de las Islas Caimán se encuentra en Gran Caimán, y es la única universidad ejecuta el gobierno de la isla. El colegio está ubicado en la Universidad de George Town en Gran Caimán. El colegio internacional de las Islas Caimán es un colegio privado y se encuentra en Newlands, Gran Caimán, a 11 km al este de George Town. La universidad fue creada en 1970 y ofrece Asociado, Licenciatura y los programas de Posgrado. Gran Caimán es también el hogar de la Universidad de San Mateo, que incluye una escuela de medicina y una escuela de medicina veterinaria. La legislación de las Islas Caimán la Escuela, una rama de la Universidad de Liverpool en el Reino Unido, se basa también en Gran Caimán. situado en George Town, la escuela de derecho ha estado en operación desde 1982.
Las Islas Caimán, Civil Service College, una unidad de Gobierno de las Islas Caimán, organizadas en el marco de la cartera de la Función Pública, también se encuentra en Gran Caimán. Co-ubicada con el University College de las Islas Caimán en un edificio en el lado sur del campus, la intención de la CICSC es ofrecer tanto a los programas de grado y las unidades de educación continua de diversos tipos. Además, la universidad está prevista para desarrollarse como un centro de investigación del gobierno. Abrió sus puertas en otoño de 2007.

### Salud
Hay dos hospitales en George Town, el gobierno ejecuta en George Town Hospital y los más pequeños, privados Chrissie Tomlinson Memorial Hospital. Además, el Hospital la Fe es una de dieciocho camas en Caimán Brac. El Gobierno mantiene una clínica satélite en Pequeña Caimán.
El seguro de salud está a cargo de las aseguradores privadas y el gobierno-empresa dirigida (Cínico). Todos los empleadores están obligados por ley a proporcionar seguro médico para sus empleados (aunque el empleado puede ser obligado a aportar el 50 % de la prima). Los empleados de tiempo completo también contribuyen con 10 $ cada mes para el «fondo de indigentes», que ayuda a cubrir la atención de las personas de edad desempleados, y otros grupos que necesitan asistencia monetaria. 
A partir de enero de 2010, las islas ha carecido de instalaciones para la cateterización cardiaca. Muchos sienten que la población es lo suficientemente grande como para soportar el procedimiento. Varios intentos de establecer un laboratorio de cateterización en George Town Hospital se han estancado. Sigue habiendo una urgente necesidad de cirugía de la retina en las islas. Actualmente, los residentes con severos trastornos oculares diabéticos o desprendimientos de retina se quedan ciegas, a menos que tengan los medios financieros para buscar atención inmediata en el continente. En julio de 2007 una unidad de resonancia magnética se instaló en el Chrissie Tomlinson Memorial Hospital, en sustitución de la destruida por el huracán Iván. En agosto de 2009, un nuevo stand-alone Abrir instalación RM se abrió. Este centro ofrece MRI, CT, X-Ray y DEXA (densidad ósea) de exploración. También se encuentra en este edificio es el centro de salud del Corazón, que proporciona Ultrasonido, Medicina Nuclear, la ecocardiografía y la prueba de esfuerzo cardíaco.
Para los buzos y otras personas que necesitan tratamiento con oxígeno hiperbárico, hay una cámara hiperbárica con capacidad para dos personas en el Hospital George Town en Gran Caimán, a cargo de Servicios Caimán hiperbárica. La misma organización ha construido una unidad hiperbárica en el Hospital la Fe en Caimán Brac.
El acceso a los Servicios de Emergencia está disponible a través del 9-1-1, el número de teléfono de Emergencias, el mismo número que se utiliza en Canadá y Estados Unidos. El Centro de Comunicaciones del Departamento de Seguridad Pública de las Islas Caimán procesa las llamadas al 9-1-1 y las llamadas no urgentes de asistencia Policial, Servicio de Ambulancias, Servicio de Bomberos y búsqueda y rescate para las tres islas. El Centro de Comunicaciones despacha directamente a las unidades de RCIP y EMS; el Servicio de Bomberos de las Islas Caimán mantiene su propia sala de despacho en la estación de bomberos del aeropuerto.
Los Servicios de Policía son gestionados por el Real Servicio de Policía de las Islas Caimán. Los Servicios de Bomberos son gestionados por el Servicio de Bomberos de las Islas Caimán. Hay 4 hospitales principales en las Islas Caimán, tanto de Sanidad Privada como Pública,  con varias clínicas de salud localizadas alrededor de las islas.

## Economía
Considerada un paraíso fiscal, la economía de las Caimán es una de las más sólidas del Caribe. De las casi 40 000 compañías que se encuentran registradas en la isla, 600 son bancos, los cuales manejan 500 000 millones de dólares estadounidenses en activos. El turismo también es otra importante fuente de ingresos y está orientado a viajeros de altos ingresos, principalmente del área de Norteamérica. Las Islas Caimán son un miembro asociado de la Comunidad del Caribe desde el año 2002. La emisión de sellos para colección es también otra fuente de ingresos.

### Turismo
Una de las principales atracciones de Gran Caimán (GCM) es Seven Mile Beach, sobre la que se extienden varios hoteles y centros turísticos. Los visitantes son atraídos por lugares históricos de GCM como el Castillo St. James en BoddenTown. Existen las islas Hermanas - Pequeño Caimán y Caimán Brac.
Las tres islas ofrecen oportunidades para el buceo. Hay varios arrecifes y lugares donde los turistas pueden nadar con rayas incluyendo Stingray City, Gran Caimán. Hay dos naufragios en las costas de Caimán Brac incluida la Tibbetts Keith MV.
Otras atracciones turísticas de Gran Caimán son el paisaje Ironshore del Infierno, un parque marino de 9,3 ha en la playa del contramaestre, también el hogar de la Cayman Turtle Farm, la producción de sal gourmet del mar y la Ruta de Mastic, un sendero a través de los bosques en el centro de la isla. El National Trust para las Islas Caimán ofrece visitas guiadas semanales en el Camino del Lentisco y otros lugares.
Hay dos naufragios frente a las costas de Caimán Brac, incluido el MV Captain Keith Tibbetts; Gran Caimán también tiene varios naufragios frente a sus costas, incluido uno deliberado. El 30 de septiembre de 1994, el USS Kittiwake fue dado de baja y eliminado del Registro Naval de Buques. En noviembre de 2008 su propiedad fue transferida por una cantidad no revelada al gobierno de las Islas Caimán, que había decidido hundir el Kittiwake en junio de 2009 para formar un nuevo arrecife artificial frente a Seven Mile Beach, Gran Caimán.
Tras varios retrasos, el buque fue finalmente hundido según lo previsto el 5 de enero de 2011. El Kittiwake se ha convertido en un entorno dinámico para la vida marina. Aunque a los visitantes no se les permite llevarse nada, las vistas son interminables. Cada una de las cinco cubiertas del barco ofrece peces ardilla, esponjas raras, meros Goliat, erizos y mucho más. Se invita a buceadores experimentados y principiantes a nadar alrededor del Kittiwake. La Semana de los Piratas es un festival anual de 11 días de duración que se celebra en noviembre y que inició en 1977 el entonces ministro de Turismo Jim Bodden para impulsar el turismo durante la temporada baja del país.
Otra atracción que visitar en Gran Caimán es la Torre de observación, situada en la bahía de Camana. Mide 24 m de altura y ofrece vistas de 360°de Seven Mile Beach, George Town, North Sound y más allá. Subir a la torre se ha convertido en una de las actividades más populares de las Islas Caimán.
Entre los puntos de interés se encuentra el East End Light (a veces llamado Gorling Bluff Light), un faro situado en el extremo oriental de la isla de Gran Caimán. El faro es la pieza central del East End Lighthouse Park, gestionado por el National Trust for the Cayman Islands; fue la primera ayuda a la navegación del lugar y el primer faro de las Islas Caimán.

### Servicios financieros

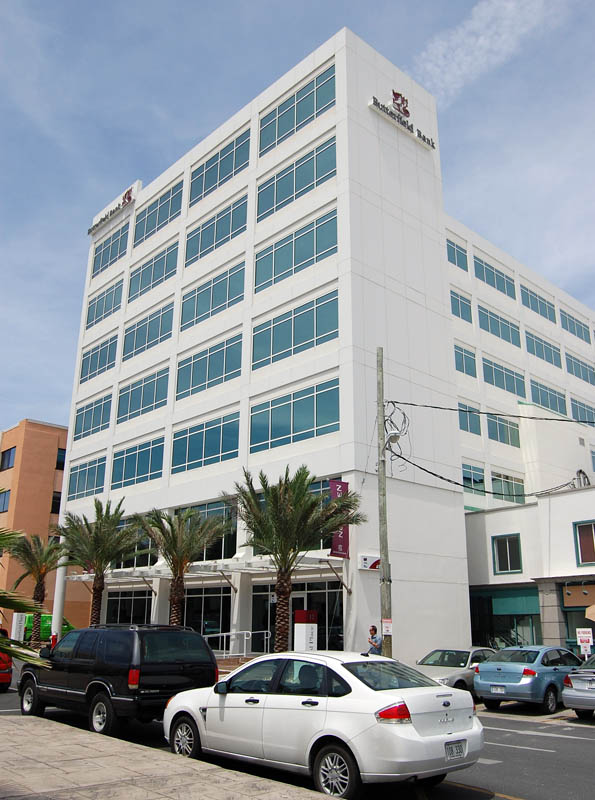
Banco Butterfield en Georgetown, Isla Gran Caimán

Las Islas Caimán son el quinto centro financiero internacional. Los sectores más importantes son la banca, las inversiones, los seguros y en general, las actividades corporativas.
Las Islas Caimán son el quinto centro bancario más grande del mundo, con 1500 millones de dólares estadounidenses en pasivos bancarios. Hay 279 bancos (a fecha de junio de 2008), de los cuales 19 tienen licencia para realizar actividades bancarias con los clientes que viven en Caimán y clientes internacionales, los 260 restantes están autorizadas para operar sobre una base internacional con sólo la actividad interna limitada.
Una de las razones para el éxito de las Islas Caimán como centro financiero extraterritorial ha sido la concentración de los principales proveedores de servicios de calidad. Estos incluyen las principales instituciones financieras globales (incluida la UBS y Goldman Sachs), más de 80 administradores, las prácticas de contabilidad más importantes (incluidos los Cuatro Grandes Cuentas), la legislación y las prácticas en el mar (incl. Maples & Calder y Ogier).
Desde la introducción de la Ley de Sociedades de Inversión en 1993, que ha sido copiado por las jurisdicciones de todo el mundo, las Islas Caimán se han convertido en líderes en alta mar en el mundo jurisdicción de fondos de cobertura. En junio de 2008 pasó de 10 000 inscripciones de fondos de cobertura, y durante el año finalizado en junio de 2008 CIMA informó de una tasa de crecimiento neto del 12 % para los fondos de cobertura.
A partir de mediados y finales de 1990 los centros financieros extraterritoriales, como las Islas Caimán, fue objeto de una creciente presión de la OCDE para sus regímenes fiscales supuestamente perjudiciales, donde la OCDE deseaba impedir que los regímenes de impuestos bajos de tener una ventaja en el mercado global. La OCDE amenazó con colocar a las Islas Caimán y otros paraísos fiscales en una lista negra y la imposición de sanciones contra ellos. Sin embargo, las Islas Caimán lograron evitar ser colocadas en dicha lista en 2000, comprometiéndose a realizar una reforma normativa para mejorar la transparencia y empezar a intercambiar información con los países miembros de la OCDE acerca de sus ciudadanos.
Las Islas Caimán había aparecido previamente en la lista negra del GAFI en 2000.
En el 2004, bajo la presión del Reino Unido, las Islas Caimán acordaron en principio aplicar la Directiva de Ahorros de la Unión Europea (EUSD), pero solo después de obtener algunos beneficios importantes para la industria de servicios financieros en las Islas Caimán. En las Islas Caimán no están sujetos a las leyes de la UE, la aplicación de la EUSD es por medio de acuerdos bilaterales entre cada Estado miembro de la UE y las Islas Caimán. El Gobierno de las Islas Caimán de acuerdo en un modelo de acuerdo, que establece cómo la EUSD se llevaría a cabo con las Islas Caimán.
Un informe presentó una carta abierta al Presidente en defensa de las islas y su "rol en las finanzas internacionales y su valor para el sistema financiero de Estados Unidos".

### Impuestos
No hay impuestos directos en las Islas Caimán, la mayoría de los ingresos del Gobierno procede de impuestos indirectos. Se aplica un arancel del 20 % a los productos importados, aunque algunos artículos como leche para bebé, libros o cámaras están exentos. El impuesto sobre automóviles depende de la clase y modelo del vehículo, pudiendo llegar a un 40 % para los modelos de alta gama. Las instituciones financieras que operan en las islas pagan una tarifa plana de concesión de licencias por el gobierno. Además, existe un impuesto del 10 % sobre todos los alojamientos turísticos y una pequeña cuota que cada turista paga al llegar a la isla.

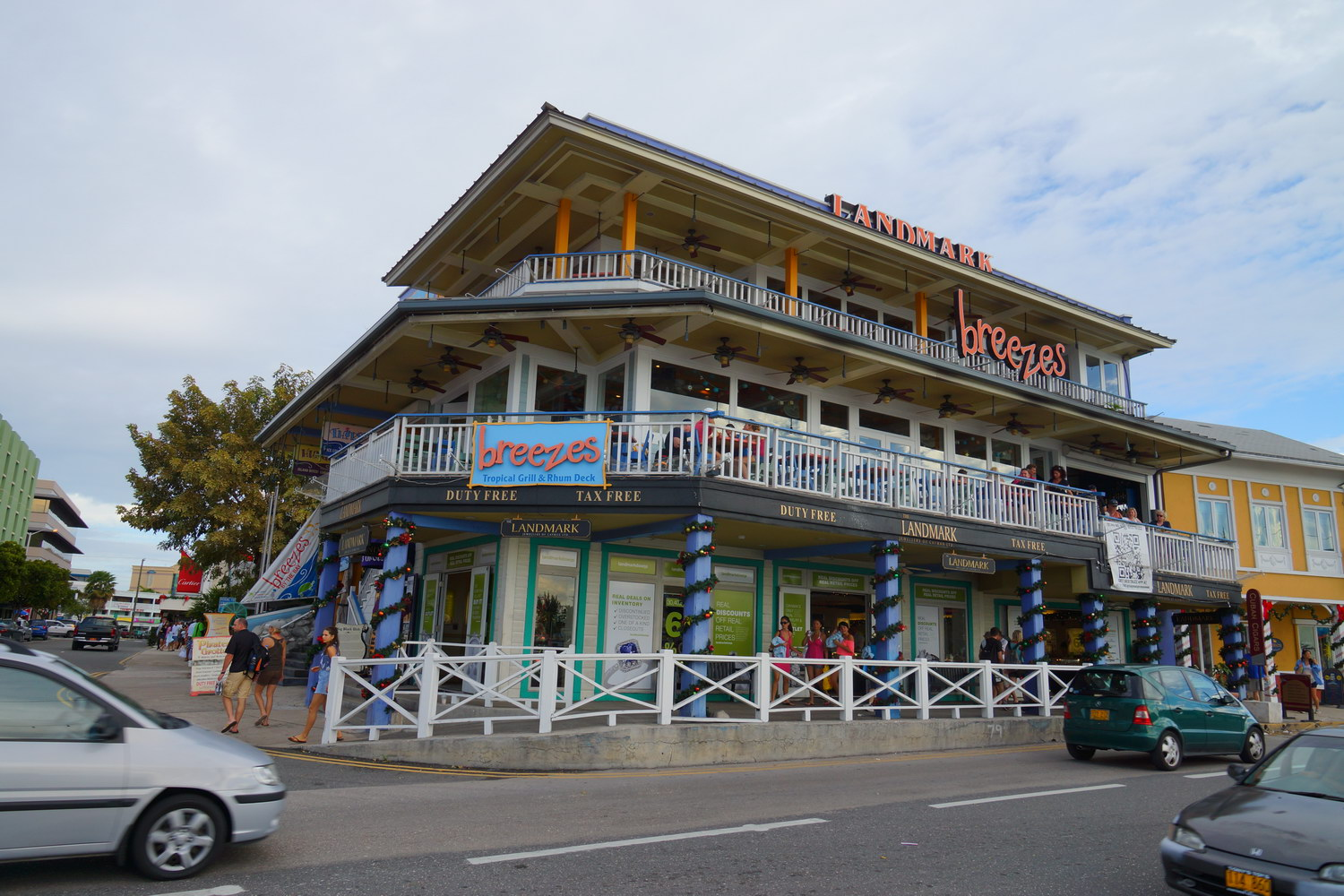
Sector comercial en George Town, Islas Caimán

El gobierno recibe la mayor parte de sus ingresos de los impuestos indirectos. La mayoría de los bienes importados están sujetos a impuestos, que suelen oscilar entre el 22 % y el 25 %. Algunos artículos están exentos, como los preparados para bebés, los libros, las cámaras fotográficas, los vehículos eléctricos y ciertos artículos están gravados al 5 %. El impuesto sobre los automóviles depende de su valor. El impuesto puede ascender al 29,5 % hasta 20 000 $ KYD CIF (coste, seguro y flete) y hasta el 42 % por encima de 30 000 $ KYD CIF para los modelos caros. El gobierno cobra tasas fijas de licencia a las instituciones financieras que operan en las islas y hay tasas de permiso de trabajo para la mano de obra extranjera. El gobierno aplica un impuesto del 13 % a todos los alojamientos turísticos, además de una tasa de salida del aeropuerto de 37,50 dólares, que se incluye en el precio del billete de avión. Hay un impuesto de ventas del 7,5 % sobre el producto de la venta de la propiedad, a cargo del comprador. No hay impuestos sobre los beneficios de las empresas, las plusvalías ni los ingresos personales. No existen impuestos de sucesión ni de fallecimiento sobre los bienes inmuebles u otros activos poseídos en las Islas Caimán.
La leyenda que subyace a la ausencia de impuestos tiene su origen en el naufragio de las Diez Velas, cuando varios barcos encallaron en el arrecife de la costa norte de Gran Caimán. Se dice que los pescadores locales zarparon entonces para rescatar a la tripulación y salvar las mercancías de los restos del naufragio. Se dice que, por gratitud y debido a su pequeño tamaño, el rey Jorge III del Reino Unido promulgó entonces el edicto de que los ciudadanos del país de las Islas Caimán nunca pagarían impuestos. Sin embargo, no existen pruebas documentadas de esta historia, aparte de la tradición oral.

El edificio de oficinas llamado la Casa Blanca (White House) en las islas Caimán, tiene un diseño que está inspirado en la Casa Blanca estadounidense

### Permisos de trabajo
Es necesario poseer un permiso de trabajo para desempeñar actividad laboral en las islas. Esto implica pasar un chequeo de antecedentes policiales y un chequeo de salud. A un posible trabajador no se concederá una autorización si ciertas condiciones médicas están presentes, que incluyen pruebas positivas para la hepatitis o el VIH. Los permisos de trabajo no se emiten después de los 60 años de edad. El permiso puede concederse a las personas sobre el trabajo especial.
Las Islas Caimán tienen una población pequeña y por lo tanto una fuerza de trabajo limitada. Los permisos de trabajo concedidos a extranjeros por lo tanto sobre una base regular. En promedio, hay más de 40 000 extranjeros con permisos de trabajo válidos.
Para que un extranjero pueda ir a las Islas Caimán, primero debe encontrar un empleo. El permiso de trabajo es solicitado por el empleador. Todos los cargos asociados con un permiso de trabajo, son pagados por el empleador. Los permisos de trabajo no se conceden a los extranjeros que se encuentran en las Islas Caimán (a menos que sea una renovación). El Departamento de Inmigración de Las Islas Caimán exige que los extranjeros permanezcan en casa hasta que su permiso de trabajo haya sido aprobado. Los extranjeros suelen utilizar los recursos en línea para obtener ofertas de empleo.
Las Islas Caimán en la actualidad imponen una polémica política en relación con los trabajadores extranjeros que necesitan un permiso de trabajo. Las Islas Caimán sólo les permite residir y trabajar dentro del territorio un máximo de siete años (no renovable), a menos que cumplan los criterios de los empleados clave. La política ha sido objeto de cierta controversia en la prensa. Los bufetes de abogados han hecho sentir, especialmente, su molestia por las dificultades de contratación que ha causado.
Otros sectores peor remunerados de empleo se han visto afectados también. Las preocupaciones por la seguridad han sido expresadas por los instructores de buceo y agentes de bienes raíces. Otros apoyan el traspaso como sea necesario para proteger la identidad de las Islas Caimán en la cara de la gran inmigración de trabajadores extranjeros.
Se ha expresado preocupación de que en el largo plazo, la política pueda dañar la preeminencia de las Islas Caimán como un centro financiero extraterritorial por lo que es difícil contratar y retener personal experimentado, de tierra, en centros financieros. Los empleados del gobierno ya no están exentos de este vuelco, política de acuerdo a este informe en un periódico local. El gobernador ha decidido usar sus poderes constitucionales, que le dan el control absoluto de la disposición de los empleados de la administración pública para determinar qué extranjeros son despedidos después de siete años de servicio y quienes no lo son.
Esta política está consagrada en la Ley de Inmigración (revisión de 2003), escrita por el gobierno de la UDP y posteriormente, aplicada por el gobierno de PPM. Ambos gobiernos están de acuerdo en los límites de los mandatos de los trabajadores extranjeros, y la mayoría de las Islas Caimán coinciden también en que esto es necesario para proteger la cultura y el patrimonio local evitando su deterioro por un gran número de extranjeros que obtengan la residencia y la ciudadanía.

## Infraestructura

### Carreteras
Las Islas Caimán cuentan con más de quinientas millas de carreteras, todas ellas pavimentadas.

### Transporte marítimo
Puertos: Cayman Brac, George marina mercante Población: Total: 123 barcos (1000 TRB o más) por un total de 2 402 058 toneladas de registro bruto y 3 792 094 toneladas métricas de peso muerto (TPM) por tipo de buques: 22 a granel, carga 5, quimiquero 31, envase 2, gas licuado 1, tanque de petróleo 21, carga refrigerada 35, roll on / roll off 5, cisterna especializados 1 Nota: Algunos buques extranjeros inscribirse en las Islas Caimán como un pabellón de conveniencia; incluye los buques de 11 países entre los cuales están: Grecia  15, EE. UU. 5, Reino Unido 5, Chipre 2, Dinamarca 2, Noruega 3 (2002 est).

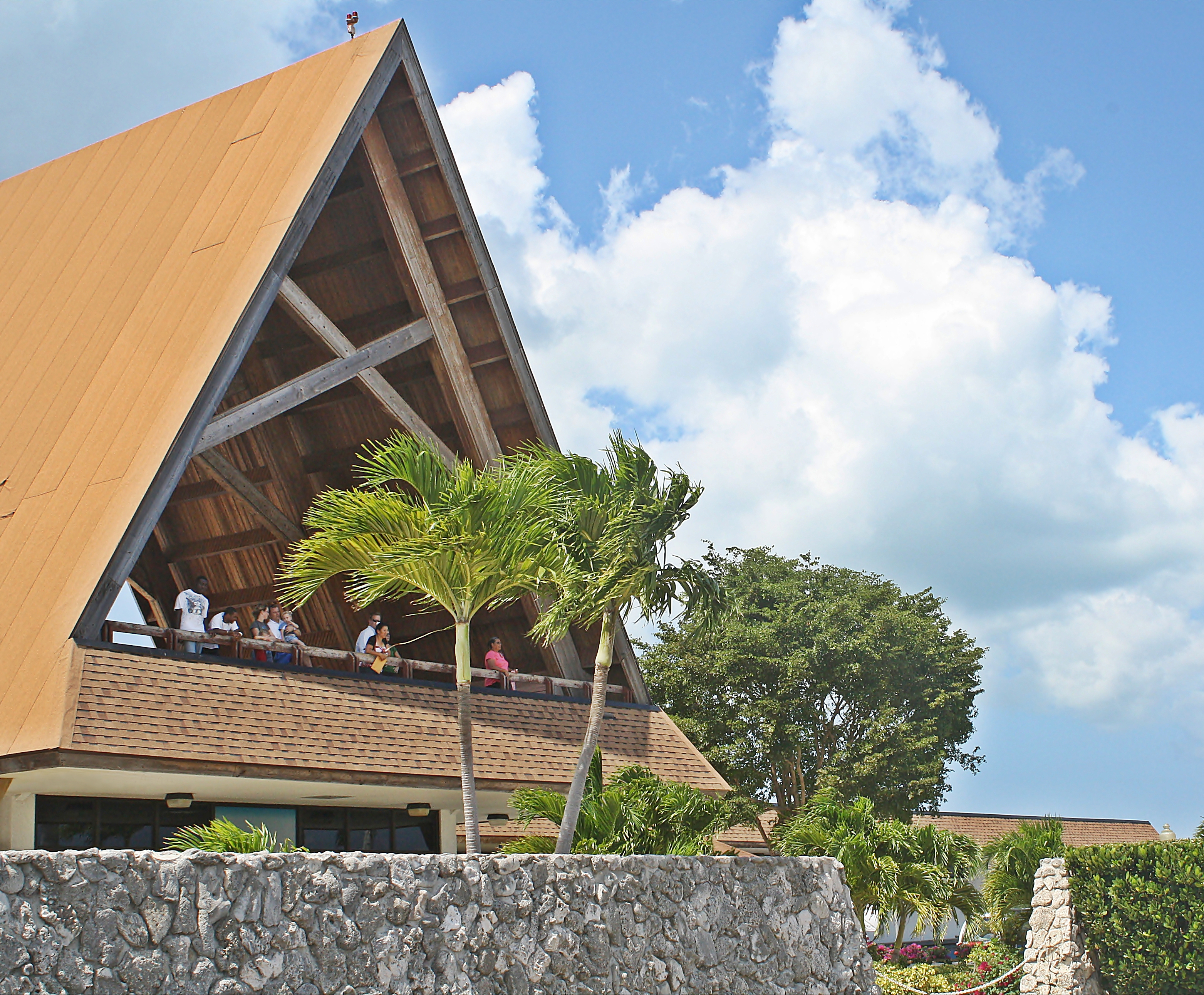
La plataforma de observación del Aeropuerto Internacional Owen Roberts

El Faro de East End (a veces llamado Görling Bluff) es un faro situado en el extremo este de la isla Gran Caimán en las Islas Caimán. El faro es el centro de East End Lighthouse Park, gestionado por la Fundación Nacional para las Islas Caimán, las ayudas a la navegación por primera vez en el sitio fue el primer faro en las Islas Caimán.

### Aeropuertos
Islas Caimán dispone de tres aeropuertos, uno en cada isla.
George Town, así como el resto de Gran Caimán, es servido por las inmediaciones del Aeropuerto Internacional Owen Roberts. Caimán Brac, es servido por Gerrard Smith International Airport y Pequeña Caimán es servida por Edward Bodden aeródromo.
Cayman Airways es la aerolínea de bandera nacional de las Islas Caimán. Con su sede central en Gran Caimán, que opera principalmente como compañía internacional y nacional de pasajeros, con servicios de carga disponible en todas las rutas y el servicio limitado que ofrece la Carta. Su funcionamiento se basa en el Aeropuerto Internacional Owen Roberts, Gran Caimán.
Island Air es una pequeña aerolínea en las Islas Caimán la prestación de servicios entre Gran Caimán, Caimán Brac y Pequeño Caimán.

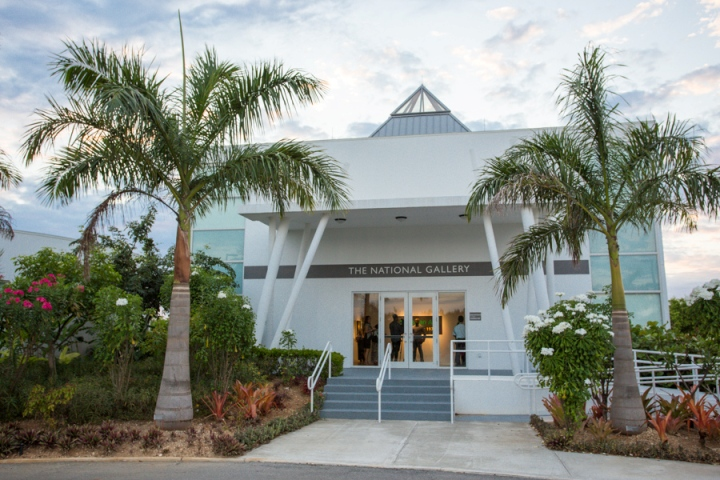
Galería nacional de las Islas Caimán

## Cultura
La Galería Nacional de las Islas Caimán es un museo de arte situado en George Town. Fundada en 1996, la NGCI es una organización artística que pretende cumplir su misión a través de exposiciones, residencias de artistas, programas de educación y divulgación y proyectos de investigación en las Islas Caimán. El NGCI es una institución sin ánimo de lucro, dependiente del Ministerio de Sanidad y Cultura de las Islas Caimán.

### Música
La música de las Islas Caimán, una cadena de islas caribeñas, incluye una amplia selección de música pop internacional, así como estilos folclóricos únicos. La Fundación Cultural Nacional de las Islas Caimán, creada en 1984, ayuda a preservar y promover la música folclórica de las Islas Caimán, lo que incluye la organización de festivales como el Festival Internacional de Cuentacuentos de las Islas Caimán, el Cayman JazzFest, el Seafarers Festival y el Cayfest. También se celebra el Festival de la Semana Pirata. El Cayman JazzFest, fundado en 2004, es un conocido festival de jazz, que aprovecha la "profunda conexión" de las islas con el jazz.

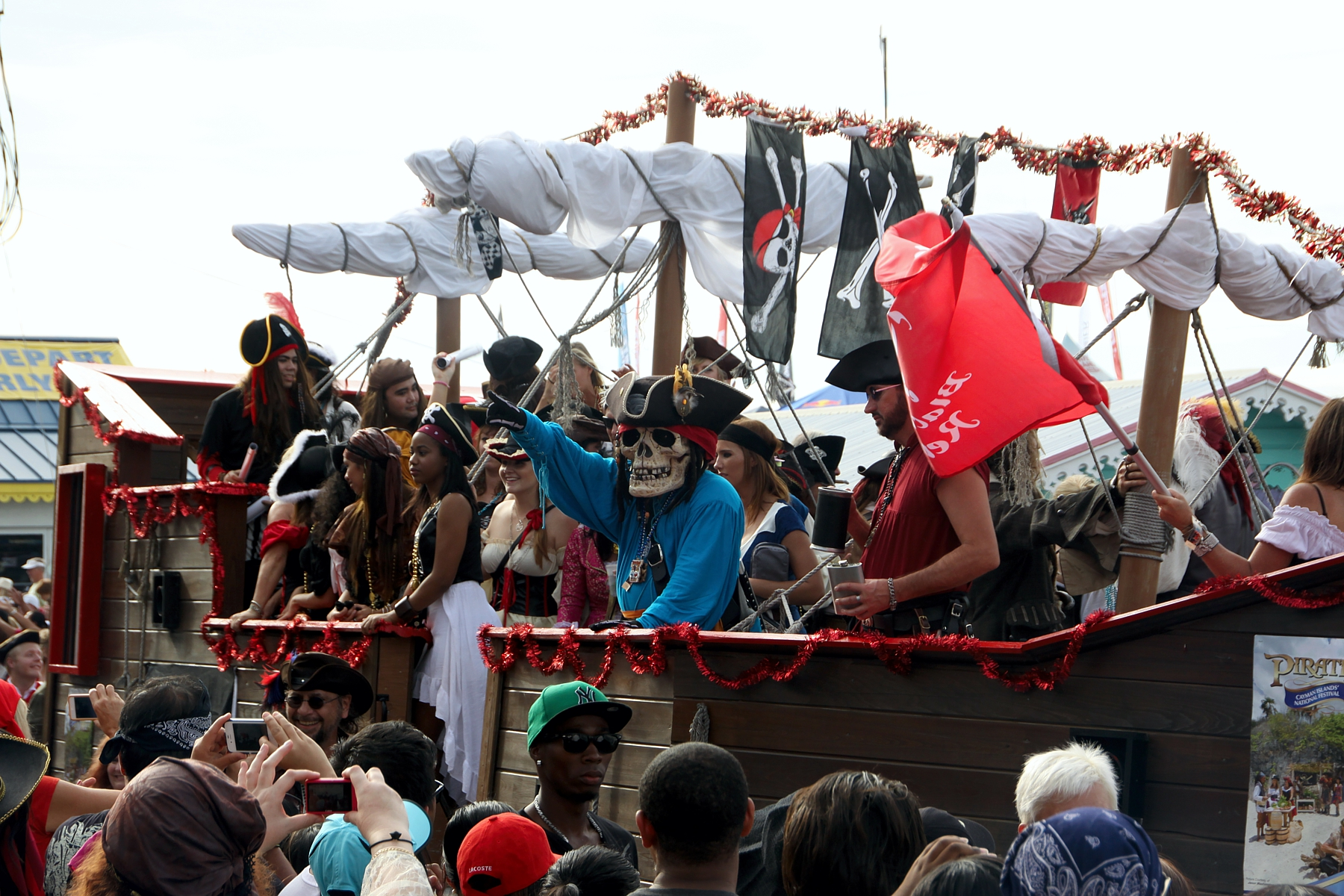
Festival de la Semana Pirata en las Islas Caimán

El himno nacional oficial de las Islas Caimán es "Dios salve al Rey". La canción nacional oficial es "Beloved Isle Cayman", con letra y música de la organista Leila Ross-Shier.
El violín es un instrumento folclórico muy popular. La música navideña es una parte importante de la tradición popular de las Islas Caimán, y consiste en serenatas o cantos en grupo de villancicos en Nochebuena. Entre los instrumentos destacan el violín, el acordeón, la armónica, el rallador y los tambores.
Existe una Cayman Music & Entertainers Association que representa los intereses de los músicos locales, y estudios profesionales como Hopscotch Studios ofrecen servicios de grabación y posproducción. Varios músicos populares locales son muy conocidos, como Business Time, Natasha Kozaily, Bona Fide, Cloudburst, The Barefoot Man, Chuck y Barrie a.k.a. Sea N' B, Heat y Nicholas Johnson.

### Medios de Comunicación
Actualmente hay dos periódicos impresos en circulación en las islas: Cayman Compass y The Caymanian Times. Los servicios de noticias en línea incluyen Cayman Compass, Cayman News Service, Cayman Marl Road, The Caymanian Times y Real Cayman News. Olive Hilda Miller fue la primera reportera remunerada en trabajar para un periódico de las Islas Caimán, comenzando su carrera en el periódico Tradewinds, que su trabajo ayudó a establecer.
Las emisoras de radio locales emiten en todas las islas.
Entre los largometrajes que se han rodado en las Islas Caimán se incluyen: The Firm, Haven, Cayman Went y Zombie Driftwood.
La televisión en las Islas Caimán consta de tres emisoras por aire, Trinity Broadcasting Network - CIGTV (el canal propiedad del gobierno) - Seventh Day Adventist Network. La televisión por cable está disponible en las Islas Caimán a través de tres proveedores, C3 Pure Fibre - FLOW TV - Logic TV. La televisión por satélite la ofrece Dish Direct TV.
La banda ancha está ampliamente disponible en las Islas Caimán, con Digicel, C3 Pure Fibre, FLOW y Logic, que proporcionan banda ancha de fibra superrápida a las islas.

## Deporte
El Complejo Deportivo Truman Bodden (Truman Bodden Sports Complex) es un complejo multiusos situado en George Town. El complejo consta de una piscina exterior de seis carriles y 25 m de longitud, una pista de atletismo y canchas de baloncesto y netball. El campo rodeado por la pista se utiliza para partidos de fútbol asociación y otros deportes de campo. El estadio de atletismo tiene capacidad para 3000 personas.

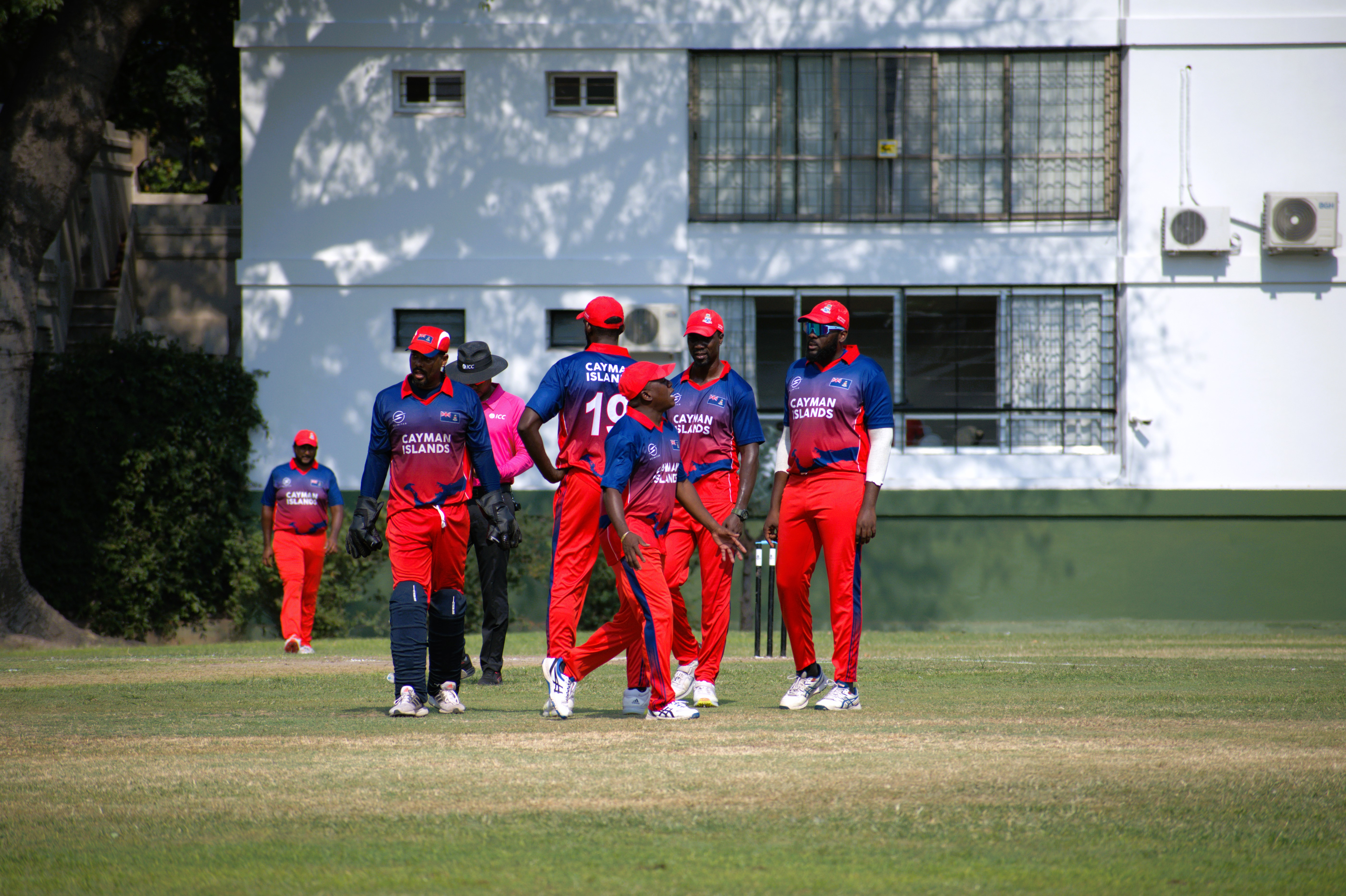
Selección de las Islas Caimán en un partido clasificatorio para la Copa del Mundo masculina de críquet T20 2024.

El fútbol es el deporte nacional y el más popular, y la selección nacional de fútbol de las Islas Caimán representa a este país en la FIFA.
La Federación de Baloncesto de las Islas Caimán se unió al organismo internacional que rige el baloncesto, la FIBA, en 1976. La selección nacional del país asistió por primera vez al Campeonato de Baloncesto del Caribe en 2011. La selección nacional masculina de las Islas Caimán ha ganado de forma consecutiva la medalla de oro en los Juegos de las Islas Natwest de 2017 y 2019.
El rugby union es un deporte en desarrollo, y cuenta con su propio equipo nacional masculino, femenino y de Seven. El equipo masculino de rugby 7s de las Islas Caimán es el segundo de la región tras el Campeonato NACRA 7s de 2011.
Las Islas Caimán son miembro de la FIFA, del Comité Olímpico Internacional y de la Organización Deportiva Panamericana, y también compiten en los Juegos Insulares bienales.
Las Islas Caimán son miembro del Consejo Internacional de Críquet, al que se unieron en 1997 como afiliado, antes de convertirse en miembro asociado en 2002. El equipo nacional de críquet de las Islas Caimán representa a las islas en el críquet internacional. El equipo ha practicado este deporte en primera clase, en la Lista A y en la Twenty20. Compite en la quinta división de la Liga Mundial de Cricket.
El squash es muy popular en las Islas Caimán, con una vibrante comunidad de expatriados que juegan en las 7 pistas del South Sound Squash Club. Además, la asociación profesional femenina de squash organiza cada año uno de sus principales eventos en una pista de cristal que se está instalando en Camana Bay. En diciembre de 2012, el antiguo Abierto de Caimán será sustituido por el Campeonato Mundial Femenino, el mayor torneo del mundo. El mejor jugador masculino de las Islas Caimán, Cameron Stafford, es el número  2 del Caribe y figura entre los 200 primeros del circuito profesional masculino.

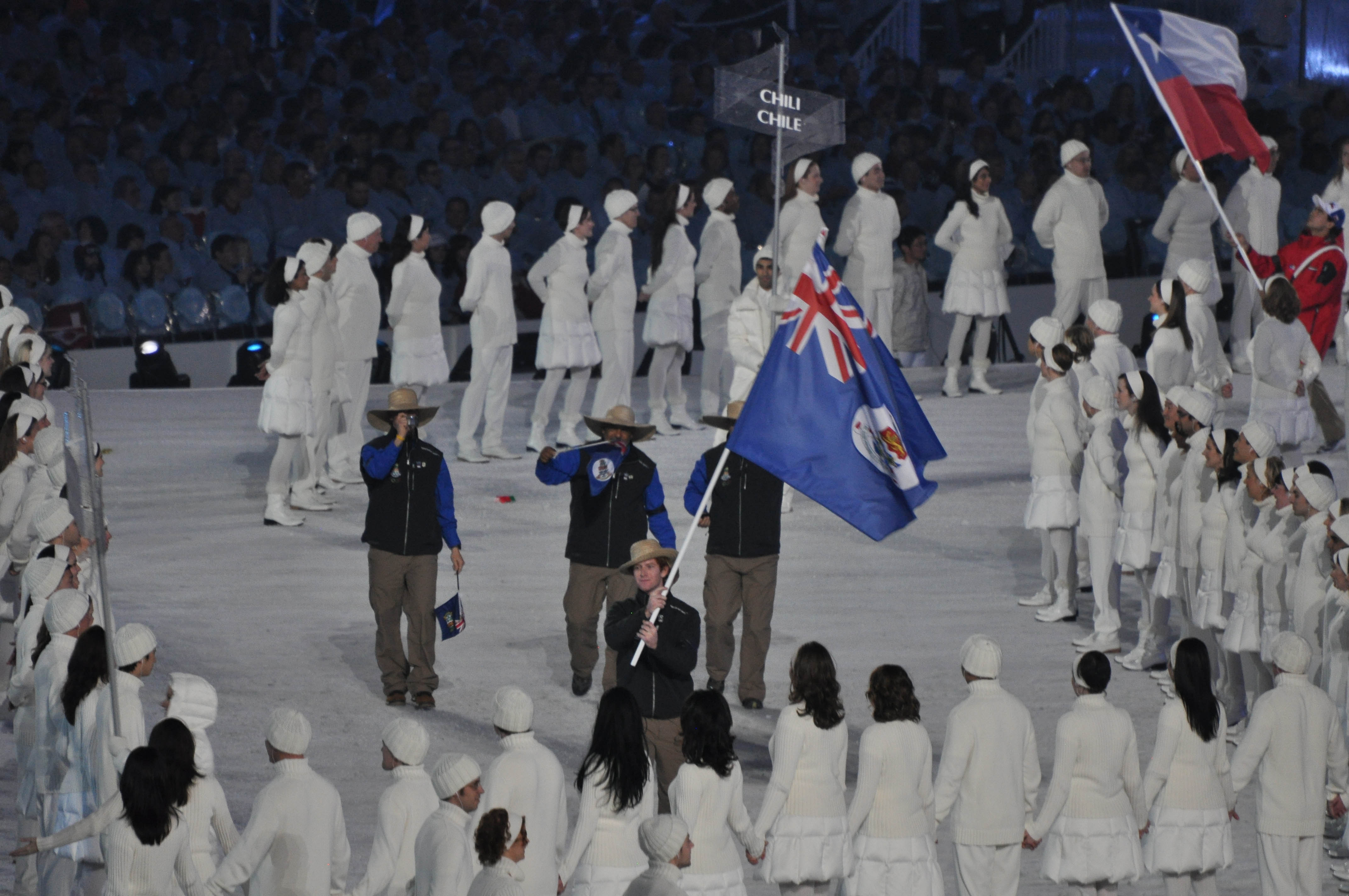
Delegación de las Islas Caimán en los Juegos Olímpicos de Invierno de 2010 en Vancouver, Canadá

El fútbol bandera (CIFFA) tiene ligas masculinas, femeninas y mixtas.
Otras ligas deportivas organizadas son las de softball, vóley playa, fútbol gaélico y ultimate frisbee.
El Comité Olímpico de las Islas Caimán se fundó en 1973 y fue reconocido por el COI (Comité Olímpico Internacional) en 1976.
En abril de 2005, Tony Hawk inauguró en Gran Caimán el Black Pearl Skate Park. En aquel momento, el parque, de 4800 m², era el más grande del hemisferio occidental.
En febrero de 2010 se inauguró en las Islas Caimán la primera pista construida expresamente para carreras de karts. Las ligas corporativas de karting en la pista han contado con una amplia participación, con 20 empresas locales y 227 pilotos que tomaron parte en la Liga Corporativa de Karting de Verano de 2010.
Cydonie Mothersille fue la primera atleta de pista y campo del país en llegar a una final olímpica en los Juegos Olímpicos de 2008. También ganó una medalla de bronce en los 200 metros lisos en los Campeonatos del Mundo de Atletismo de 2001 y el oro en la misma prueba en los Juegos de la Commonwealth de 2010.
En diciembre de 2022, el nadador Jordan Crooks se convirtió en el primer deportista caimanés que se proclama campeón mundial en cualquier deporte, tras ganar el oro en la prueba de 50 m libre en el Campeonato Mundial de Natación en Piscina Corta de 2022. Además, durante el Campeonato Mundial de Natación en Piscina Corta de 2024, estableció un nuevo récord del mundo en la prueba de 50 m libre con un tiempo de 19,90, convirtiéndose en el primer nadador de la historia que rompe la barrera de los 20 segundos.